# Bunt na HMS Bounty

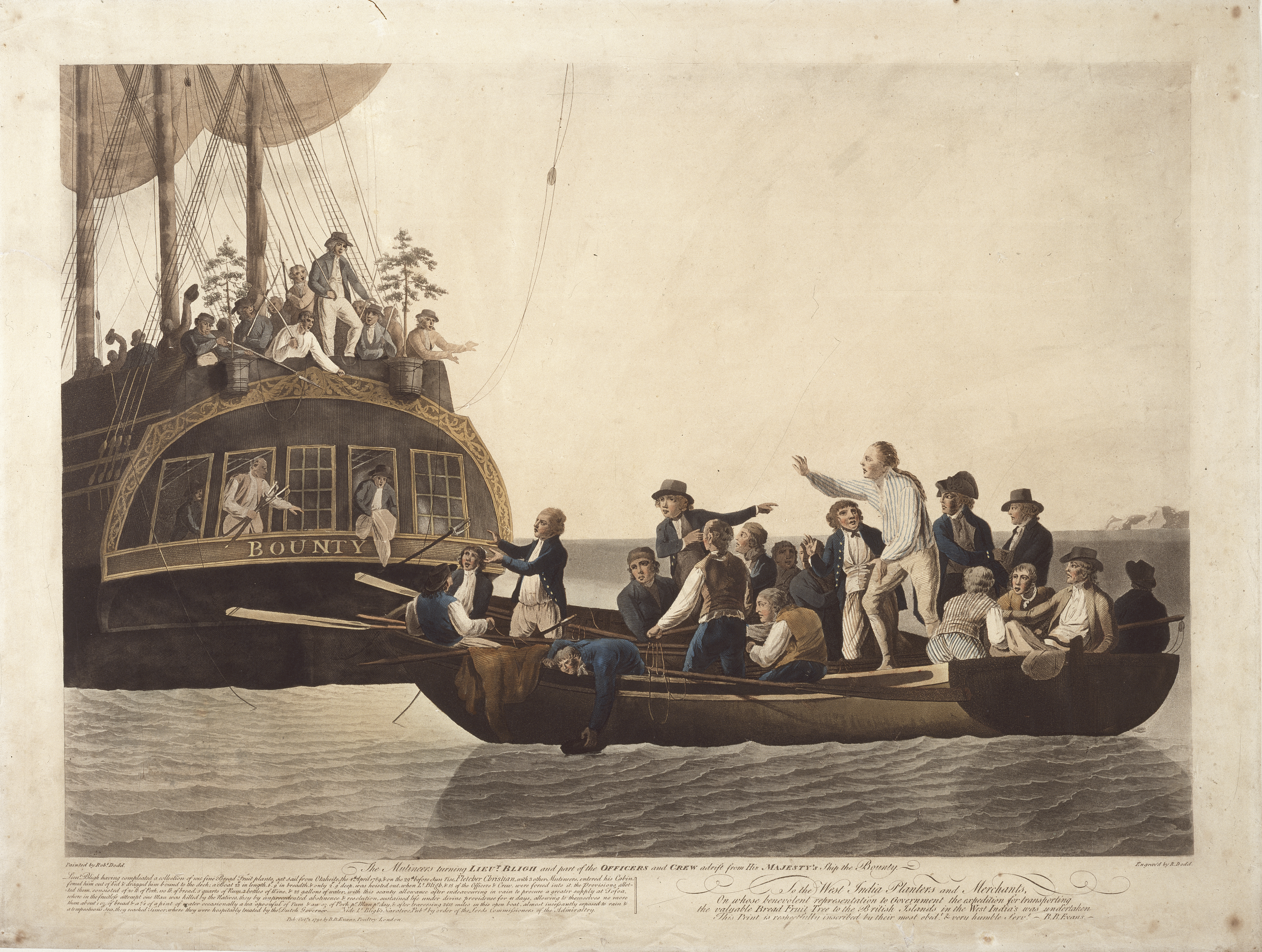
Fletcher Christian i buntownicy żegnają kapitana Williama Bligha i wiernych mu 18 członków załogi; mal. Robert Dodd

Bunt na HMS Bounty – rebelia na pokładzie okrętu Royal Navy HMS „Bounty”, do której doszło na południowym Pacyfiku 28 kwietnia 1789 roku. Załoga, której przewodził porucznik Fletcher Christian, przejęła kontrolę nad okrętem i zmusiła kapitana, Williama Bligha wraz z osiemnastoma innymi do opuszczenia „Bounty” w łodzi okrętowej. Buntownicy zawrócili do Tahiti, a następnie pożeglowali ku wyspie Pitcairn; tymczasem Bligh, czego się nie spodziewali, przepłynął 3500 mil morskich (dalej Mm), osiągając w końcu bezpieczną przystań, co pozwoliło rozpocząć proces poszukiwania rebeliantów celem oddania ich w ręce wymiaru sprawiedliwości.
W roku 1787 „Bounty” opuścił Anglię wysłany na Tahiti z misją zebrania i przetransportowania sadzonek drzewa chlebowego do Indii Zachodnich. Pięciomiesięczny postój na Tahiti, w czasie którego wielu członków załogi mieszkało na wyspie wchodząc w zażyłe kontakty z Polinezyjczykami, doprowadził do rozprzężenia dyscypliny. Wzajemne stosunki Bligha i załogi pogarszały stosowane przezeń coraz cięższe kary, a także krytykowanie i obrzucanie obelgami, których głównym celem był Christian. Około trzy tygodnie po opuszczeniu Tahiti przez „Bounty” Christian wywołał rebelię na okręcie, w wyniku której kapitan Bligh  i osiemnastu innych zmuszeni zostali do opuszczenia „Bounty” w łodzi okrętowej.
W kwietniu 1790 roku, po powrocie Bligha do Anglii, Admiralicja brytyjska wysłała w morze fregatę HMS „Pandora” z zadaniem ścigania buntowników. Czternastu schwytano na Tahiti i uwięziono na pokładzie „Pandory”, po czym bezskutecznie poszukiwano śladów grupy Christiana. W drodze powrotnej do Anglii „Pandora” rozbiła się na Wielkiej Rafie Koralowej u wschodnich wybrzeży Australii, w wyniku czego życie straciło 31 członków załogi i czterech więźniów z „Bounty”. Dziesięciu pozostałych dowieziono w czerwcu 1792 roku do Anglii i postawiono przed sądem wojskowym; czterech uniewinniono, trzech ułaskawiono, a trzech powieszono.
Odkrycia kryjówki na Pitcairn dokonano dopiero w 1808 roku, gdy przy życiu był już tylko jeden buntownik, John Adams. Wszyscy pozostali, w tym także Christian, pozabijali się wzajemnie lub też zginęli z rąk towarzyszących im Polinezyjczyków. Przeciwko Adamsowi nie podjęto żadnych czynności prawnych. W XXI wieku na wyspie nadal żyją potomkowie buntowników i ich tahitańskich towarzyszek.
Ogólnie akceptowany wizerunek Bligha jako apodyktycznego potwora i Christiana jako tragicznej ofiary zbiegu okoliczności, spopularyzowany przez znane ekranizacje, został na przełomie XX i XXI wieku podważony przez historyków, którzy starali się przedstawić znacznie sympatyczniejszy obraz dowódcy żaglowca.

## Tło wydarzeń

### „Bounty” i jego misja

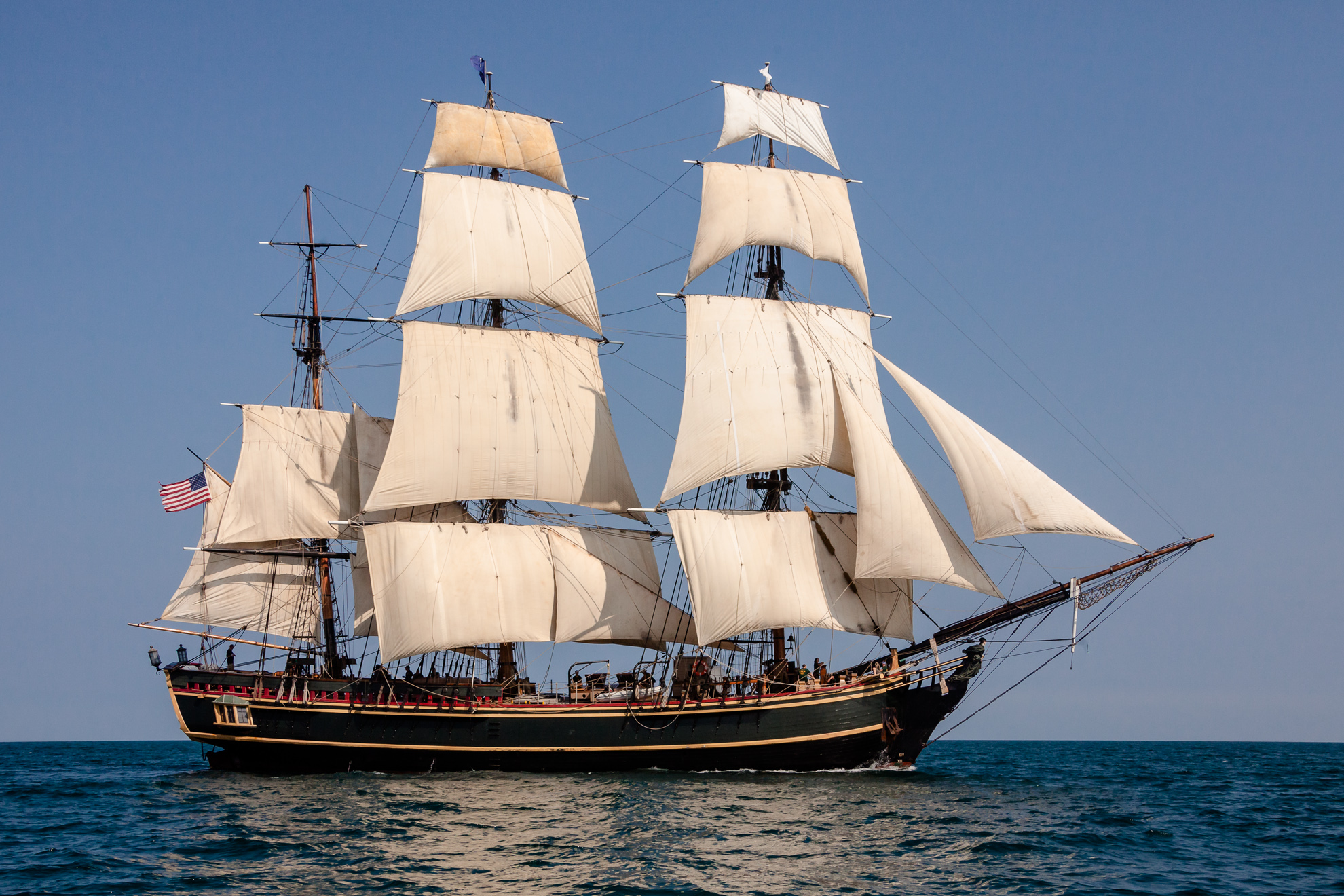
„Bounty” – rekonstrukcja (1960)

His Majesty’s Armed Vessel (HMAV) „Bounty”, lub prościej HMS „Bounty”, został zbudowany w roku 1784 w stoczni Blaydes w Hull, Yorkshire, jako węglowiec o nazwie „Bethia”. W maju 1787 roku został zakupiony przez Royal Navy za 1950 funtów i przechrzczony. „Bounty”, niewielki trzymasztowiec długości 28 m i szerokości 7,6 m, miał wyporność 230 ton. Uzbrojenie okrętu stanowiły cztery krótkie działa 4-funtowe na lawetach i dziesięć półfuntowych folgierzy, a także broń ręczna, jak muszkiety. Wobec tego, że został przez Admiralicję zaszeregowany do kategorii najmniejszych okrętów jako kuter (mimo że był niewielkim pełnorejowcem), jego dowódcą mógł być kapitan (nie komandor jak na większych jednostkach), a ten mógł być jedynym zawodowym oficerem na pokładzie. Kutrowi nie przysługiwało też prawo do posiadania oddziału Royal Marines, których dowódcy jednostek używali do podkreślenia własnego autorytetu .
„Bounty” miał przetransportować pewną liczbę sadzonek chlebowca z Tahiti (wówczas zwanej Otaheite), polinezyjskiej wyspy na południowym Pacyfiku, do kolonii brytyjskich w Indiach Zachodnich. Wyprawa była promowana przez Royal Society, a jej organizacją zajął się prezes towarzystwa, Joseph Banks, który podzielał punkt widzenia właścicieli plantacji na Karaibach, że drzewo chlebowe będzie tam dobrze rosło zapewniając tanie pożywienie dla niewolników. Pod nadzorem Banksa nad brzegami Tamizy dokonano przebudowy okrętu. Wielka Kabina, zazwyczaj będąca miejscem pracy i wypoczynku dowódcy, została przekształcona w cieplarnię dla ponad tysiąca doniczek z sadzonkami, rozświetlona dużymi oknami i skajlajtami, a jej podłogę pokryto ołowiem i systemem rur drenażowych, co miało zapobiegać nadmiernym ubytkom słodkiej wody. Powierzchnia, jaka została przeznaczona dla roślin, skazywała oficerów i załogę małego okrętu na ciasnotę i niewygody w długo trwającej podróży przez trzy oceany.

### Bligh

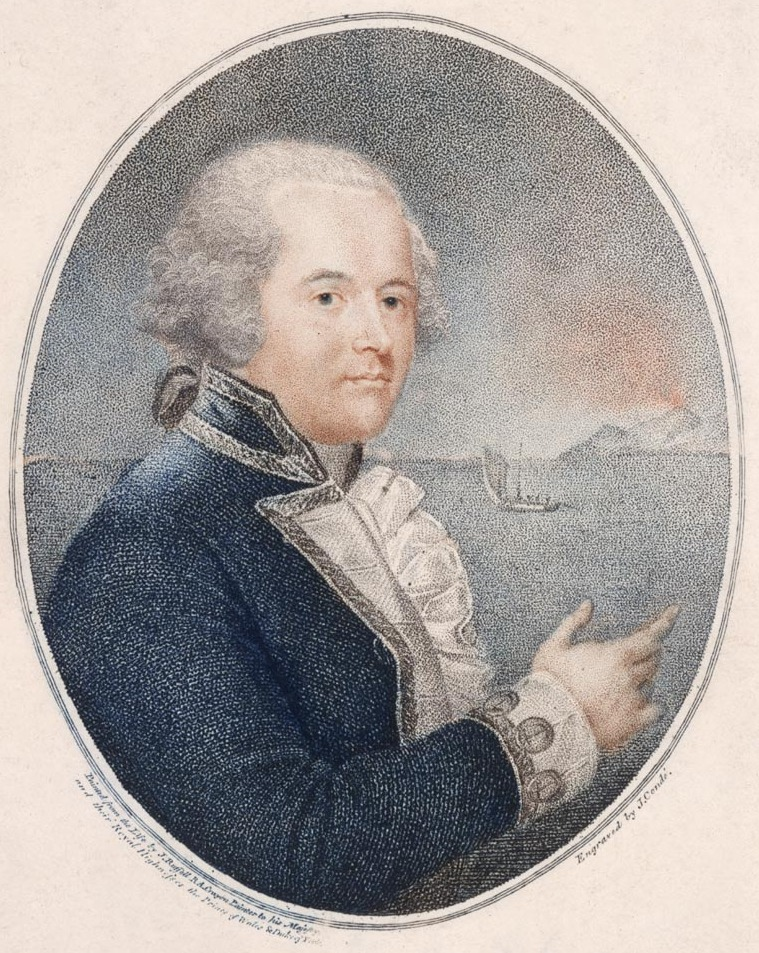
Kapitan William Bligh

Za zgodą Banksa dowództwo ekspedycji powierzono kapitanowi Williamowi Blighowi, który nabrał doświadczenia biorąc udział w trzeciej podróży Jamesa Cooka (1776–1780) na pokładzie HMS „Resolution” jako żaglomistrz i naczelny nawigator . Bligh urodził się w Plymouth w roku 1754, w rodzinie o silnych morskich i wojskowych tradycjach – admirał Richard Rodney Bligh był jego dalekim kuzynem . Wezwanie do służby na okręcie Cooka było dla 21-latka ogromnym zaszczytem, jednakże Bligh – mimo że uhonorowano go np. nazwą rafy w Zatoce Alaskańskiej – uważał, że jego wkład nie został właściwie oceniony w oficjalnym sprawozdaniu ekspedycji .
W roku 1783, wraz z zakończeniem rewolucji amerykańskiej, marynarka brytyjska poddana została redukcji, a Bligh znalazł się na lądzie z połową uposażenia. Po pewnym okresie bezczynności Bligh zatrudnił się tymczasowo w marynarce handlowej i w roku 1785 został kapitanem statku „Britannia”, którego właścicielem był wuj jego żony, Duncan Campbell. Bligh objął prestiżowe stanowisko na „Bounty” 16 sierpnia 1787 roku ze znaczną stratą finansową; jego kapitański żołd, wynoszący 4 szylingi dziennie (70 funtów rocznie) kontrastował wyraźnie z 500-funtową pensją roczną pobieraną przezeń jako dowódca „Britannii”. Ze względu na brak na „Bounty” oficerów młodszych Bligh musiał pełnić również funkcję płatnika. Rozkazy, jakie otrzymał, nakazywały mu wejść na Pacyfik z opłynięciem przylądka Horn, a następnie po zgromadzeniu sadzonek chlebowca, pożeglować na zachód przez Cieśninę Endeavour i – przecinając Ocean Indyjski i Atlantycki – do Indii Zachodnich. Tym samym „Bounty” pod jego dowództwem miał opłynąć glob, co wówczas uchodziło za ogromny wyczyn, a kapitan, który zdołał tego dokonać, mógł liczyć na awanse, zaszczyty i wyróżnienia w przyszłości.

### Załoga
Załoga „Bounty” składała się z 46 ludzi – 44 marynarzy Royal Navy (w tym Bligh) i dwóch cywilnych botaników. Blighowi podlegali bezpośrednio chorążowie (dalej nazywani oficerami), wyznaczeni przez Navy Board, a na ich czele stał porucznik-żaglomistrz John Fryer. Podoficerami pokładowymi byli: bosman, chirurg okrętowy, cieśla i działomistrz. Obok dwóch bosmanmatów i dwóch midszypmenów było kilku honorowych midszypmenów – tzw. „młodych dżentelmenów” – ubiegających się o stopnie oficerskie. Na liście załogi figurowali jako zwykli marynarze, ale zajmowali kwatery wspólnie z midszypmenami i byli równo z nimi traktowani.
Większość załogi Bligh dobierał osobiście, bądź też rekomendowali ich wpływowi zleceniodawcy. Artylerzysta William Peckover i zbrojmistrz Joseph Coleman pływali z Cookiem i Blighem na HMS „Resolution”; kilku innych służyło ostatnio pod Blighem na „Britannii”. Wśród nich był 23-letni Fletcher Christian pochodzący z bogatej, cumberlandzkiej rodziny o korzeniach sięgających wczesnego średniowiecza. Christian wybrał karierę marynarza zamiast prawniczej, którą zalecała rodzina. Dwukrotnie towarzyszył Blighowi w rejsach do Indii Zachodnich, w czasie których tworzyli zgrany zespół, a Christian stał się znakomitym nawigatorem. Christian pragnął służyć na „Bounty”, nawet bez zapłaty, jako jeden z wyżej wspomnianych „młodych dżentelmenów”; Bligh przyznał mu pobory oficerskie. Innym młodym człowiekiem, rekomendowanym Blighowi, był 15-letni Peter Heywood, z tego samego rodu i daleki krewny Christiana. Heywood w wieku 14 lat porzucił szkołę i rok służył na okręcie HMS „Powerful”, jednostce szkolnej w Plymouth. Polecił go Blighowi Richard Betham, przyjaciel Heywoodów, a jednocześnie ojciec chrzestny Bligha.
Obu botaników, czy „ogrodników”, wybrał Banks. David Nelson był weteranem trzeciej wyprawy Cooka, spędził jakiś czas na Tahiti i częściowo poznał język krajowców. Jego asystent, William Brown, to były midszypmen, który doświadczył wojny morskiej w walkach z Francuzami. Banks zadbał też o zakwaterowanie jako midszypmenów dwóch swych protegowanych, Thomasa Haywarda i Johna Halletta. Generalnie rzecz biorąc załoga okrętu była stosunkowo młoda, większość nie przekraczała trzydziestego roku życia; w chwili rozpoczęcia rejsu Bligh miał 33 lata. Starszymi członkami załogi byli 39-letni Peckover, który brał udział we wszystkich trzech wyprawach Cooka i rok odeń starszy Lawrence Lebogue, były żaglomistrz „Britannii”. Najmłodszymi w załodze byli Hallett i Heywood, obaj 15-letni w chwili opuszczania Anglii.
Podział miejsc zakwaterowania na okręcie związany był z rangą poszczególnych członków załogi. Bligh, zmuszony do odstąpienia Wielkiej Kabiny, zajął prawoburtowe pomieszczenia sypialne wraz z jadalnią i pentrą, a Fryer niewielką kajutę po przeciwnej stronie. Chirurg Huggan, inni oficerowie i botanik Nelson mieli małe kabiny na dolnym pokładzie, podczas gdy bosmanmaci i midszypmeni, razem z młodymi dżentelmenami spali za jadalnią dowódcy; jako prawdopodobni oficerowie mieli również prawo korzystania ze spardeku. Cała reszta załogi zajmowała pozbawione okien, niewietrzone pomieszczenie fordeku o powierzchni 11 × 6,7 m i wysokości 1,70 m.
| Nazwisko               | Ranga i funkcja                     |
| ---------------------- | ----------------------------------- |
| William Bligh          | Kapitan, Royal Navy: dowódca okrętu |
| John Fryer (oficer)    | Porucznik: zastępca dowódcy         |
| William Cole           | Chorąży: żaglomistrz                |
| William Peckover       | Chorąży: artylerzysta               |
| William Purcell        | Chorąży: cieśla                     |
| Thomas Huggan          | Chirurg okrętowy                    |
| Fletcher Christian     | I oficer: tymczasowo porucznik      |
| William Elphinstone    | II oficer: podporucznik             |
| Thomas Ledward         | Asystent chirurga                   |
| John Hallett           | Midszypmen                          |
| Thomas Hayward         | Midszypmen                          |
| Peter Heywood          | Honorowy midszypmen                 |
| George Stewart         | Honorowy midszypmen                 |
| Robert Tinkler         | Honorowy midszypmen                 |
| Edward „Ned” Young     | Honorowy midszypmen                 |
| David Nelson (botanik) | Botanik (cywil)                     |
| William Brown          | Asystent ogrodnik (cywil)           |

| Nazwisko                    | Ranga lub funkcja          |
| --------------------------- | -------------------------- |
| Peter Linkletter            | Kwatermistrz               |
| John Norton                 | 2 Kwatermistrz             |
| George Simpson              | Pomocnik kwatermistrza     |
| James Morrison (buntownik)  | Bosmanmat                  |
| John Mills                  | 2 artylerzysta             |
| Charles Norman              | 2 cieśla                   |
| Thomas McIntosh             | 3 cieśla                   |
| Lawrence Lebogue            | Szwacz żagli               |
| Charles Churchill           | Magazynier uzbrojenia      |
| Joseph Coleman              | Zbrojmistrz                |
| John Samuel                 | Sekretarz dowódcy          |
| John Smith                  | Służący dowódcy            |
| Henry Hillbrant             | Miedziownik                |
| Thomas Hall                 | Kuk (kucharz)              |
| Robert Lamb                 | Rzeźnik                    |
| William Muspratt            | Pomocnik kuka              |
| Thomas Burkett              | Marynarz                   |
| Michael Byrne (lub „Byrn”)  | Marynarz – muzyk           |
| Thomas Ellison              | Marynarz                   |
| William McCoy (lub „McKoy”) | Marynarz                   |
| Isaac Martin                | Marynarz                   |
| John Millward               | Marynarz                   |
| Matthew Quintal             | Marynarz                   |
| Richard Skinner             | Marynarz                   |
| John Adams (buntownik)      | Marynarz (Alexander Smith) |
| John Sumner                 | Marynarz                   |
| Matthew Thompson            | Marynarz                   |
| James Valentine             | Marynarz                   |
| John Williams               | Marynarz                   |

## Wyprawa

### Do Przylądka Horn
15 października 1787 roku „Bounty” opuścił Deptford kierując się ku kotwicowisku Spithead u wyspy Wight na kanale La Manche, gdzie miał oczekiwać na dalsze rozkazy. Złe warunki pogodowe opóźniały przybycie do Spithead aż do 4 listopada. Bligh chciał ruszać jak najszybciej, by osiągnąć Przylądek Horn przed końcem krótkiego lata półkuli południowej, ale Admiralicja nie dała mu jednak pierwszeństwa i kazała czekać na rozkazy przez kolejne trzy tygodnie. Gdy wreszcie, 28 listopada, „Bounty” ostatecznie ruszył, napotkał przeciwne wiatry i nie był w stanie opuścić Spithead przed 23 grudnia. Stojąc wobec konieczności opłynięcia Przylądka Horn w wyjątkowo niesprzyjających warunkach, Bligh uzyskał zezwolenie Admiralicji na skorzystanie, jeśli to będzie konieczne, z alternatywnej marszruty ku Tahiti wokół Przylądka Dobrej Nadziei.
Gdy tylko okręt ruszył w rejs i uporządkowane zostały wszystkie sprawy bieżące, Bligh zaprowadził ścisły regulamin Cooka odnośnie do higieny i diety. Jak wyjaśnia historyk Sam McKinney, Bligh wymuszał stosowanie się doń „z fanatyczną gorliwością, ciągle prychając i stękając na temat czystości na statku i żywności serwowanej załodze”. Zmienił uświęcony tradycją rozkład wacht dziennych i nocnych, skracając go z czterech do trzech tak, że po każdych czterech godzinach służby następowało osiem godzin wypoczynku. Dla zapewnienia załodze ćwiczeń i rozrywki wprowadził regularne sesje muzyczne i taneczne. Z listów Bligha do Campbella i Banksa przebija jego samozadowolenie; nie miał okazji wprowadzać kar, ponieważ   – jak pisał – „i ludzie i oficerowie łagodni, życzliwie usposobieni, radośni i zadowoleni, co wszystkim dobrze służy”. Jedyny cień, jaki zdaniem Bligha padał na ten odcinek podróży, było zachowanie chirurga, Thomasa Huggana, który „okazał się leniwym, brudnym pijaczyną” .
Od samego początku wyprawy Bligh utrzymywał ciepłe stosunki z Christianem, traktując go w sposób wskazujący, że to raczej on, nie Fryer, jest zastępcą Bligha. 2 marca Bligh formalnie zatwierdził pozycję Christiana, awansując go do stopnia Acting Lieutenant. Fryer nie okazał wprawdzie niezadowolenia z awansu młodszego kolegi, jednak jego stosunki z Blighiem od tego momentu uległy wyraźnemu pogorszeniu. Tydzień później Bligh, na skutek nalegań Fryera, skazał na karę chłosty Matthew Quintala, który otrzymał 12 batów za „zuchwalstwo i buntownicze zachowanie”, co przekreśliło nadzieje Bligha na podróż wolną od kar.
2 kwietnia, gdy „Bounty” zbliżał się do Przylądka Horn, rozpoczął się okres gwałtownych nawałnic i wysokich sztormowych fal, które – jak pisał Bligh – „przekraczały wszystkie, jakie dotąd widziałem... ze szkwałami, gradobiciem i oblodzeniem”. Wiatr spychał okręt w tył – 3 kwietnia był dalej na północ niż tydzień wcześniej. Raz za razem próbował Bligh zmusić okręt do pokonania sztormu, ale za każdym razem ponosił klęskę. 17 kwietnia powiadomił wyczerpaną załogę, że ocean ich pokonał, w związku z czym będą musieli zawrócić i skierować się ku Przylądkowi Dobrej Nadziei – „ku wielkiej radości wszystkich na pokładzie”, odnotował Bligh.

### Z Afryki na Pacyfik

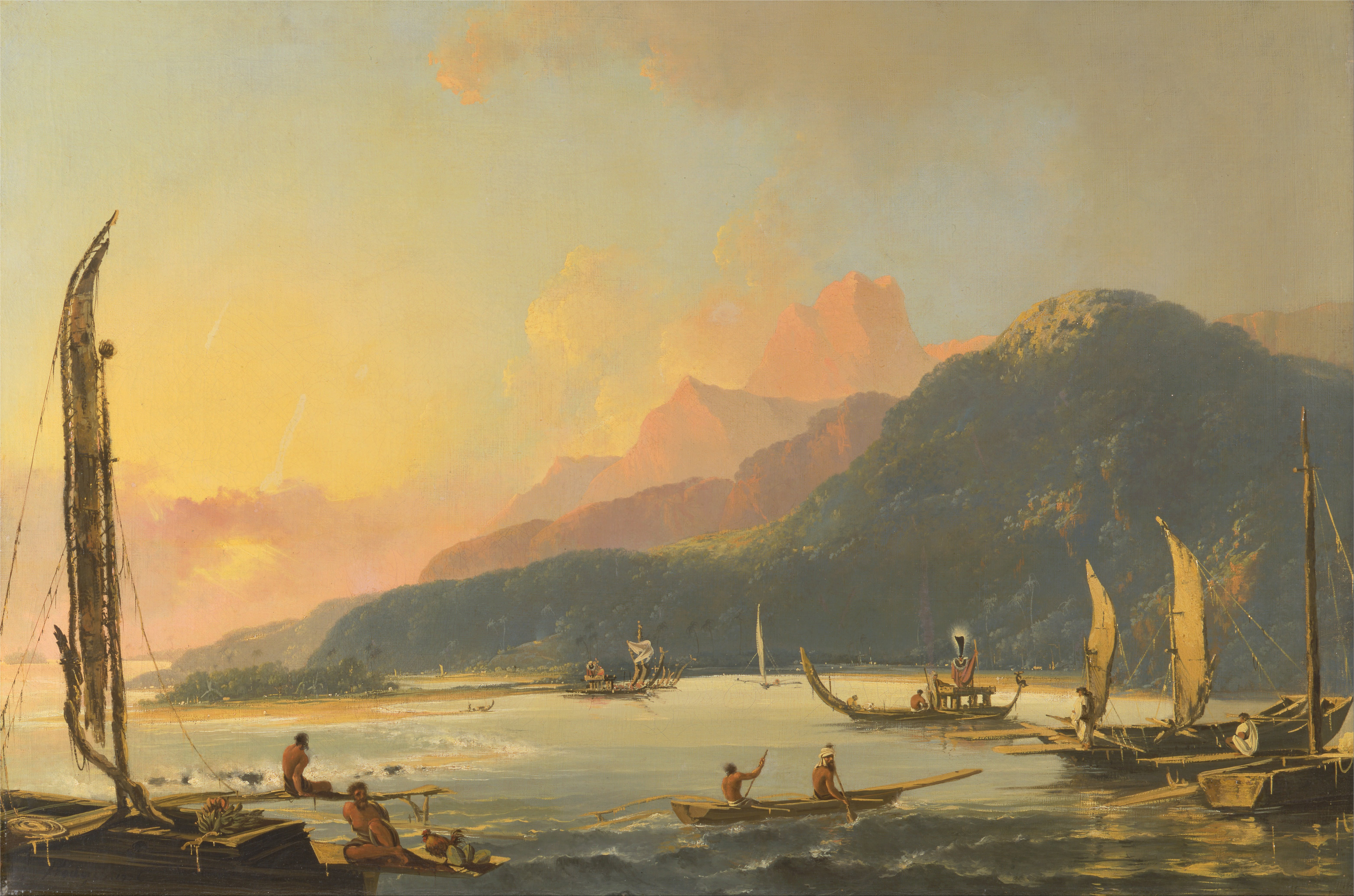
Zatoka Matavai na Tahiti, malował William Hodges w 1776 roku

24 maja 1788 roku „Bounty” zakotwiczył w False Bay, na wschód od Przylądka Dobrej Nadziei, gdzie przez pięć tygodni dokonywano niezbędnych napraw i uzupełniano prowiant. W listach do domu Bligh podkreślał, jak dobrze ma się on sam i jego ludzie w porównaniu z innymi napotkanymi jednostkami, i wyrażał nadzieję, że będzie mu to wynagrodzone. W pewnym momencie w czasie tego postoju Bligh pożyczył Christianowi pieniądze; gest ten, zdaniem Grega Deninga, mógł w przyszłości pogorszyć ich wzajemne relacje, stając się zaczynem zaniepokojenia, a nawet niechęci do młodego człowieka, natomiast Caroline Alexander w swym opisie wyprawy określa pożyczkę mianem „znaczącego dowodu przyjaźni”, takiego, którego – w mniemaniu Bligha – Christian nie powinien zapomnieć.
1 lipca, po opuszczeniu False Bay, „Bounty” pożeglował przez południowy Ocean Indyjski w długiej drodze ku następnemu miejscu postoju, jakim miała być Adventure Bay na Tasmanii. Po drodze okręt minął samotną Île Saint-Paul, niewielką, niezamieszkaną wyspę, o której Bligh miał informacje od wcześniejszych żeglarzy, że posiada źródła wody pitnej i gorące źródła, ale nie podjął próby lądowania, bo było zimno i wietrznie jak na podejściach do Przylądka Horn, a zbieranie danych nawigacyjnych utrudnione. Umiejętności Bligha pozwoliły mu jednak dotrzeć 19 sierpnia na Mewstone, wyspę na południowo-zachodnim krańcu Tasmanii i dwa dni później zakotwiczyć na bezpiecznych wodach Adventure Bay.
W Adventure Bay załoga „Bounty” zajmowała się odpoczynkiem po długiej podróży, rybaczeniem, uzupełnianiem zasobów wody pitnej i ścinaniem drzew. Stosunki z krajowcami były poprawne. Pierwszą oznaką rodzącego się konfliktu między Blighem a jego podwładnymi była wymiana zdań z cieślą, Williamem Purcellem, na temat sposobów cięcia drewna . Bligh kazał Purcellowi wrócić na okręt, a wobec tego, że cieśla nadal trzymał się swego zdania, Bligh wstrzymał jego racje żywieniowe, co – jak odnotował – „natychmiast przywróciło mu zdrowy rozsądek”.
Podczas ostatniego odcinka drogi ku Tahiti doszło do dalszych starć. 9 października Fryer odmówił podpisywania ksiąg rachunkowych okrętu dopóki Bligh nie wystawi mu zaświadczenia potwierdzającego jego kompetencje. Bligh nie dał się zniewolić; zwołał załogę i odczytał regulamin wojenny, na co Fryer ustąpił. Były też kłopoty z chirurgiem Hugganem, który bez zachowania należytej higieny puszczał krew cierpiącemu na astmę marynarzowi Jamesowi Valentine’owi, co spowodowało zakażenie i śmierć marynarza. Chcąc ukryć swój błąd chirurg zameldował, że Valentine zmarł na szkorbut, więc Bligh kazał całej załodze przyjmować lekarstwo jego pomysłu i stosować przeciwszkorbutową dietę. Huggan był niemal zawsze pijany, dopóki Bligh nie skonfiskował jego zapasów. Teraz Huggan wrócił na krótko do pełnienia obowiązków; przed przybyciem okrętu na Tahiti przebadał wszystkich na pokładzie szukając oznak chorób wenerycznych, ale niczego nie znalazł. 26 października 1788 roku „Bounty” – po przebyciu 27 086 Mm (50 163 km) – zakotwiczył w zatoce Matavai na Tahiti.

### Tahiti

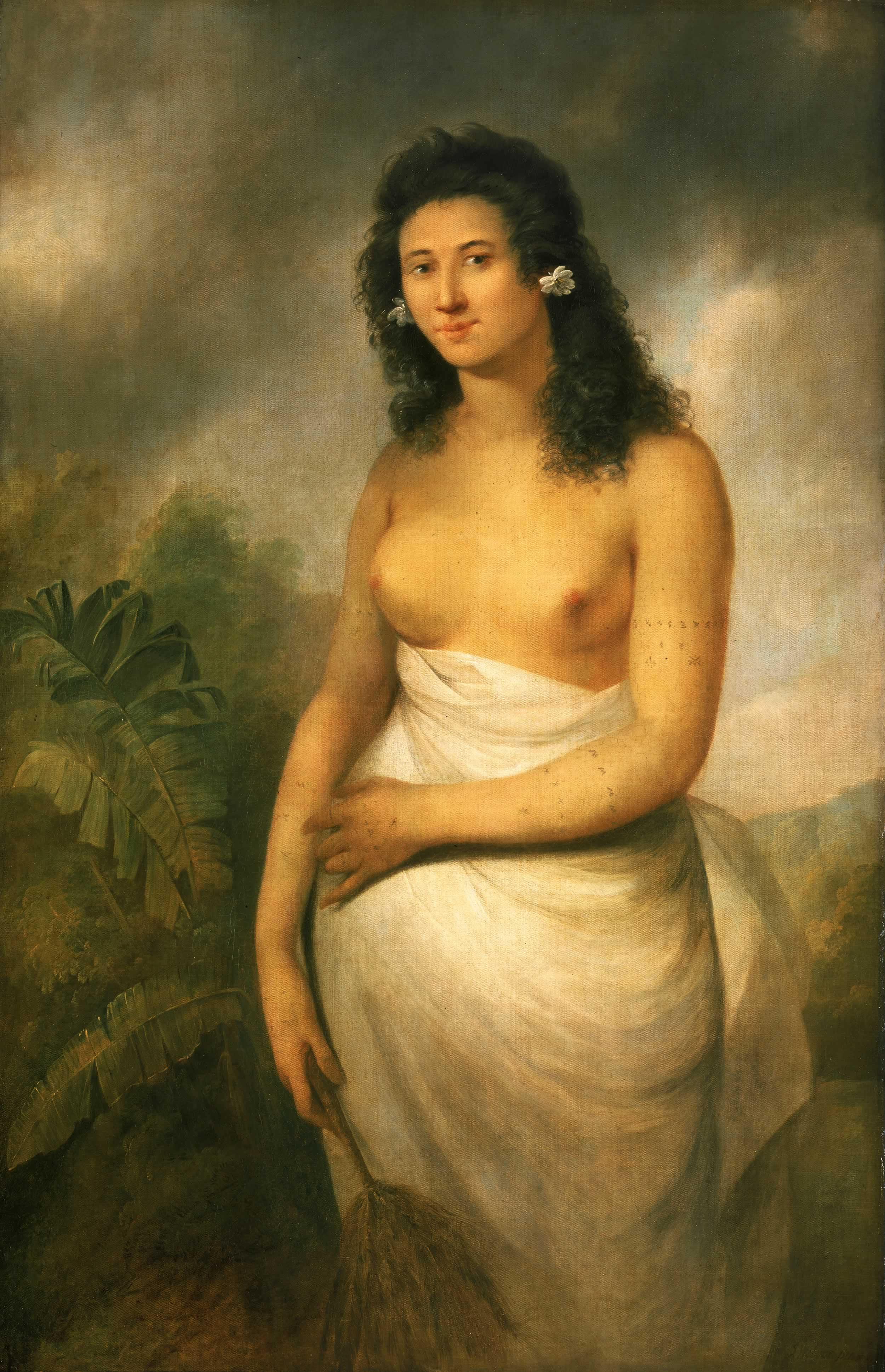
Polinezyjka, mal. John Webber, 1777

Pierwszym zadaniem Bligha po zejściu na ląd było zapewnienie sobie współpracy lokalnych wodzów. Najwyższy wódz, Tynah, pamiętał Bligha z wyprawy Cooka przed piętnastu laty i powitał go ciepło. Bligh wręczył wodzom podarki i poinformował, że ich „Król George” życzy sobie w zamian tylko sadzonek chlebowca, a ci radośnie zgodzili się spełnić tak prostą prośbę. Bligh wyznaczył Christiana jako kierownika grupy, która wybierze miejsce, gdzie rośliny będą gromadzone.
Zarówno na lądzie, jak i na pokładzie, służba członków załogi „Bounty” podczas 5-miesięcznego pobytu na Tahiti była stosunkowo lekka. Wielu uprawiało stosunki seksualne z różnymi tubylczymi kobietami – łącznie 18 oficerów i marynarzy, w tym Christian, musiało poddać się leczeniu zakażeń wenerycznych – podczas gdy inni pozostawali z tymi samymi partnerkami. Christian związał się blisko z Tahitanką o imieniu Mauatua, którą nazywał Isabellą, na pamiątkę dawnej kochanki z Cumberlandu. Bligh sam nie szukał kontaktów płciowych z miejscowymi kobietami, ale tolerował poczynania swych ludzi nie dziwiąc się, że ulegają pokusom, gdyż „wabienie rozpustą przekracza wszelkie wyobrażenie”. Niemniej jednak spodziewał się, że będą sprawnie wypełniać swe obowiązki i był niezadowolony widząc rosnące niedbalstwo i opieszałość części kadry. Rozwścieczony pisał: „Tak leniwych, bezwartościowych oficerów nie ma chyba na żadnym innym okręcie”.
Huggan zmarł 10 grudnia. Bligh uznał, że był to „efekt braku umiaru... nie mógł się powstrzymać przed wypiciem pół tuzina kolejek dziennie i to przez całą podróż”. Christian, mimo swej uprzywilejowanej wcześniej pozycji, nie uniknął gniewu Bligha. Często był poniżany przez dowódcę – na oczach załogi i Tahitańczyków – z racji rzeczywistych czy urojonych zaniedbań, natomiast ciężkie kary spadały na marynarzy, których niedbalstwo powodowało zniszczenie bądź kradzież sprzętu. Chłosta, tak rzadko stosowana w podróży, teraz zaczęła stawać się codziennością. 5 stycznia 1789 roku trzej członkowie załogi – Charles Churchill, John Millward i William Muspratt – wzięli małą łódź, broń, amunicję i zdezerterowali. Muspratt został ostatnio wychłostany za niedbalstwo. W zostawionym na statku kuferku Churchilla znaleziono listę nazwisk, którą Bligh interpretował jako plan dezercji na szerszą skalę – utrzymywał, że na liście były też nazwiska Christiana i Heywooda. Przekonano go w końcu, że jego były protegowany nie planował dezercji, więc ten wątek został odrzucony. Po trzech tygodniach odnaleziono i dostarczono na okręt uciekinierów; zostali poddani karze chłosty i pozbawieni prawa schodzenia na ląd.
Od lutego prace na wyspie nabrały tempa; ponad tysiąc sadzonek chlebowca umieszczono w donicach i przetransportowano na okręt, gdzie zapełniły Wielką Kabinę. „Bounty” przeszedł gruntowny przegląd przed długą podróżą; dokonywali go ludzie, którzy w wielu wypadkach z żalem myśleli o zbliżającym się podniesieniu kotwicy i końcu słodkiego życia wśród Tahitańczyków. Bligh chciał jak najszybciej być w drodze, ale – co zauważa Richard Hough – „nie przewidział jak załoga będzie reagować na trudy i niewygody życia na okręcie po pięciu rozpustnych, hedonistycznych miesiącach na Tahiti”. 1 kwietnia 1789 roku prace zostały ukończone, a cztery dni później, po gorącym pożegnaniu z Tynahem i jego królową, „Bounty” opuścił zatokę.

### Kryzys narasta
W swych pracach na temat „Bounty” zarówno Hough jak i Alexander utrzymują, że mimo tęsknoty za Tahiti, marynarze byli jeszcze dalecy myśli o buncie. Potwierdza to dziennik Jamesa Morrisona. To do czego następnie doszło, zrodziło się zdaniem Hougha w przeciągu trzech tygodni po wyruszeniu, kiedy złość i nietolerancja Bligha sięgnęły paranoicznych szczytów. Szczególnym celem był Christian, na którym zawsze skupiała się złość dowódcy. Nieświadomy wrażenia, jakie swym zachowaniem wywiera na oficerów i załogę , Bligh miał wrażenie, że w każdej chwili może zapomnieć o wszystkim i próbować nawiązać normalne stosunki towarzyskie.
22 kwietnia 1789 roku „Bounty” zacumował u brzegów wyspy Nomuka w archipelagu Wysp Przyjaznych (dziś Tonga), z zamiarem pobrania drewna, wody i innego zaopatrzenia na rejs ku cieśninie Endeavour. Bligh był na wyspie z Cookiem i wiedział, że mieszkańcy mogą zachować się nieprzewidywalnie. Na czele grupy, która wyruszyła po wodę, postawił Christiana i uzbroił go nawet w muszkiety, ale jednocześnie wydał rozkaz, by muszkiety zostały w łodzi; nie wolno zabierać ich na brzeg. Grupa Christiana była ciągle atakowana i prześladowana, ale wobec niemożności użycia broni nie mogła zareagować. Christian wrócił na okręt nie wykonawszy w pełni zadania i został nazwany przez Bligha „cholernym tchórzliwym draniem”. Dalsze zamieszanie na brzegu doprowadziło do kradzieży małej kotwicy i topora ciesielskiego, o utratę których Bligh obwinił Fryera i Christiana. By odzyskać zrabowane przedmioty Bligh zatrzymał na krótko na pokładzie wodzów, ale niczego nie dokonał. Kiedy ostatecznie dał rozkaz odpłynięcia ani kotwicy, ani topora nie odzyskano.
27 kwietnia Christian był w stanie głębokiej depresji i desperacji. Jego nastrój pogorszył jeszcze Bligh, oskarżając o kradzież orzechów kokosowych z prywatnej spiżarni dowódcy. Za kradzież tę (rzeczywistą czy urojoną) Bligh ukarał całą załogę, zawieszając wydawanie rumu i zmniejszając o połowę dzienne racje żywieniowe. Czując, że przestał być tolerowany, Christian rozważał zbudowanie tratwy, na której mógłby uciec na wyspy i podjąć próbę ułożenia się z krajowcami. Drewno na budowę mógł otrzymać od Purcella. Wszyscy oficerowie widzieli jego załamanie. Dwaj młodzi dżentelmeni, George Stewart i Edward Young, prosili go, by nie dezerterował; Young zapewniał, że jeśli będzie chciał zająć okręt siłą i usunąć Bligha ze stanowiska, wesprze go cała załoga. Stewart powiedział mu, że załoga „jest gotowa na wszystko”.

## Bunt

### Zajęcie okrętu

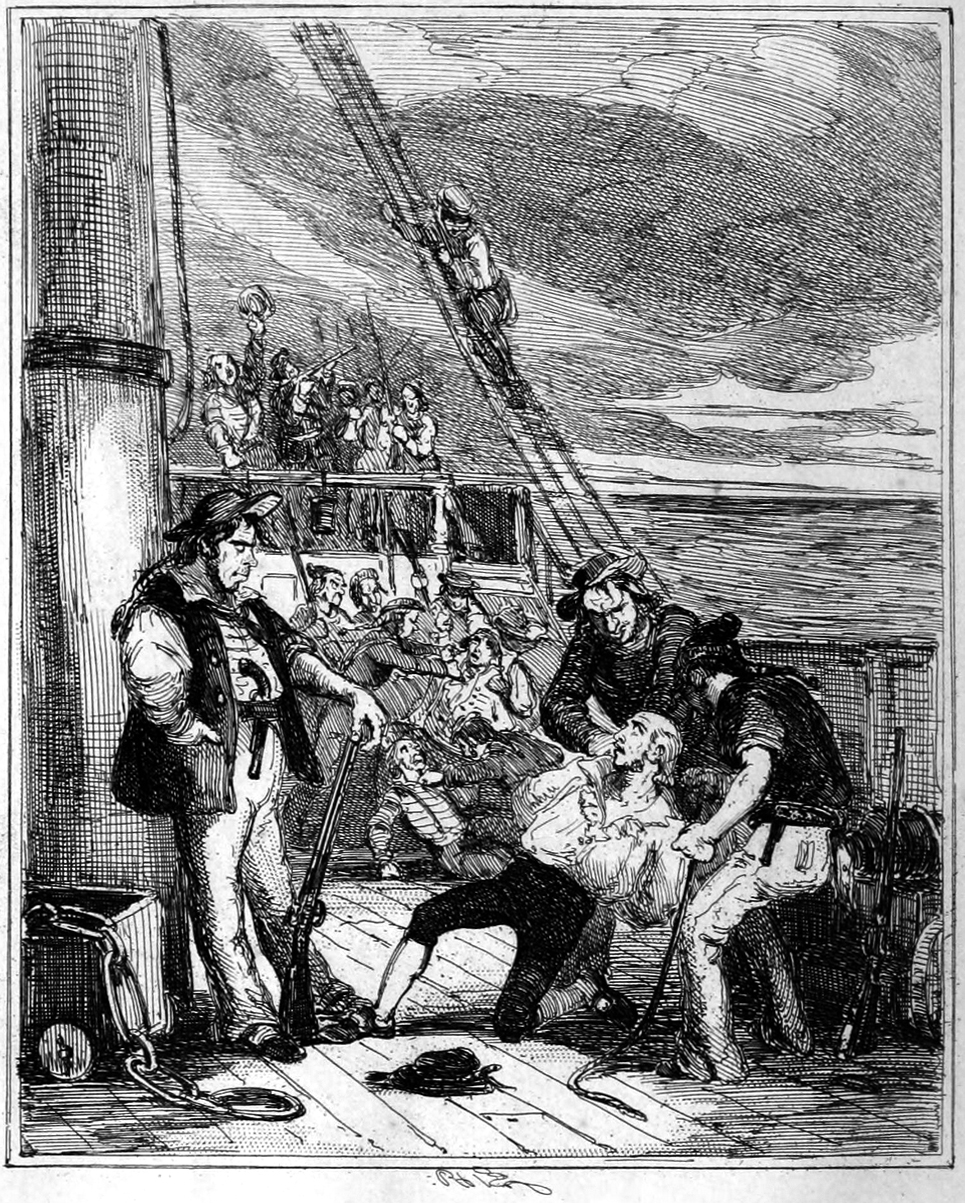
Fletcher Christian i buntownicy zajmują okręt; Hablot Browne, 1841

We wczesnych godzinach rannych 28 kwietnia 1789 roku „Bounty” znajdował się około 30 Mm od wyspy Tofua. Christian, po nieprzespanej nocy, postanowił działać. Z dyskusji z Youngiem i Stewartem wnioskował, którzy członkowie załogi poprą go bez wahania, a po spotkaniu z Quintalem i Isaackiem Martinem poznał nazwiska jeszcze kilku. Z pomocą tych ludzi Christian szybko opanował górny pokład; sprzeciwiającym się nakazano zachować spokój. Około godz. 5.15, Christian zszedł na dół, odsunął na bok Halletta, który spał na skrzyni będącej magazynkiem okrętowych muszkietów i – przed udaniem się do kabiny Bligha – rozdał broń zwolennikom. Trzej mężczyźni przytrzymali dowódcę i spętali mu ręce, grożąc śmiercią jeśli podniesie alarm; Bligh „krzyknął głośno jak tylko mógł w nadziei, że przyjdzie pomoc”, ale hałas obudził tylko Fryera, który ze swej kabiny naprzeciw widział buntowników wyprowadzających Bligha. Buntownicy kazali Fryerowi „położyć się z powrotem i trzymać język za zębami jakby już nie żył”.
Bligha wyprowadzono na spardek; koniec sznura, którym związano mu ręce, trzymał potrząsający bagnetem Christian. Zgodnie z niektórymi przekazami Christian miał zwieszony u szyi ciężar ołowianki, więc – gdyby zamach się nie udał – mógł wyskoczyć za burtę i natychmiast utonąć. Inni obudzeni przez hałas opuścili miejsca spoczynku i uczestniczyli w tym pandemonium. W tej chwili nie było jeszcze jasne kto jest, a kto nie jest buntownikiem. Hough opisuje tę scenę tak: „Wszyscy, w mniejszym lub większym stopniu, hałasowali złorzecząc, triumfując lub pokrzykując dla dodania sobie odwagi”. Bligh krzyczał bez przerwy domagając się uwolnienia, czasem zwracając się do ludzi po nazwisku i żądając od załogi „obalić Christiana!”. Fryerowi pozwolono wejść na chwilę na pokład i zamienić słowo z Christianem, ale zaraz potem został zmuszony, pod groźbą bagnetu, zejść na dół; według Fryera Christian miał mu powiedzieć: „Minione tygodnie spędziłem w piekle. Bligh sam sobie zgotował ten los”.
Christian początkowo zamierzał puścić Bligha na morze w najmniejszej z okrętowych łodzi wraz z jego sekretarzem, Johnem Samuelem i lojalnymi midszypmenami Haywardem i Hallettem. Gdy ta łódź okazała się niezdatna do żeglugi, kazał spuścić na wodę większą, mogącą pomieścić dziesięciu ludzi. Jednak Christian i jego sprzymierzeńcy przecenili rozmiary buntu – co najmniej połowa załogi chciała dzielić losy Bligha. Ostatecznie spuszczono największą z łodzi, długości 7 m. W ciągu następnych kilku godzin lojalni wobec Bligha członkowie załogi pozbierali swe rzeczy i zaczęli do niej wsiadać. Był wśród nich Fryer, który za zgodą Bligha zamierzał zostać na pokładzie z zamiarem – jak twierdził później – odbicia okrętu z rąk rebeliantów, ale Christian kazał mu zejść do łodzi. Wkrótce – z dwudziestoma już na pokładzie i kolejnymi chcącymi wsiąść – łódź okazała się przeładowana. W tej sytuacji Christian kazał obu pomocnikom cieśli, Normanowi i McIntoshowi, jak również zbrojmistrzowi, Josephowi Colemanowi, wrócić na pokład; uważał, że – wobec zmniejszenia załogi – ich obecność będzie istotna dla dalszego kierowania okrętem. Zgodzili się niechętnie prosząc Bligha by pamiętał, że zostają na „Bounty” wbrew ich woli. Bligh odpowiedział: „Bez obawy, chłopcy, jeśli kiedykolwiek dotrę do Anglii oddam wam sprawiedliwość”.
Samuel zdołał ocalić dziennik dowódcy i inne dokumenty, ale musiał zostawić sporządzone przez Bligha mapy wraz z opisami – owoc jego piętnastoletniej pracy. Łódź otrzymała zaopatrzenie w żywność i wodę na około pięć dni, sekstant, kompas i tablice nawigacyjne oraz skrzynkę narzędziową Purcella. W ostatniej chwili buntownicy rzucili do łodzi cztery kordelasy. Z całej załogi „Bounty”, liczącej po śmierci Huggana i Valentine’a czterdziestu czterech członków, dziewiętnastu tłoczyło się na łodzi, której burta wystawała zaledwie 19 cm nad poziom wody. Na pokładzie „Bounty” zostało dwudziestu pięciu ludzi: uzbrojonych buntowników i lojalnych wobec Bligha członków załogi, dla których w łodzi nie było miejsca. Około godz. 10 lina łącząca łódź z okrętem została przecięta, a chwilę później Bligh kazał postawić żagiel. Zamierzał żeglować ku wyspie Tofua, widocznej z oddali dzięki chmurze dymu unoszącej się nad wulkanem.

### Morska epopeja Bligha
Droga „Bounty” ku Tahiti i miejscu buntu 28 kwietnia
     Droga Bligha w łodzi do Timoru 2 maja – 14 czerwca
     Droga „Bounty” po 28 kwietnia 1789

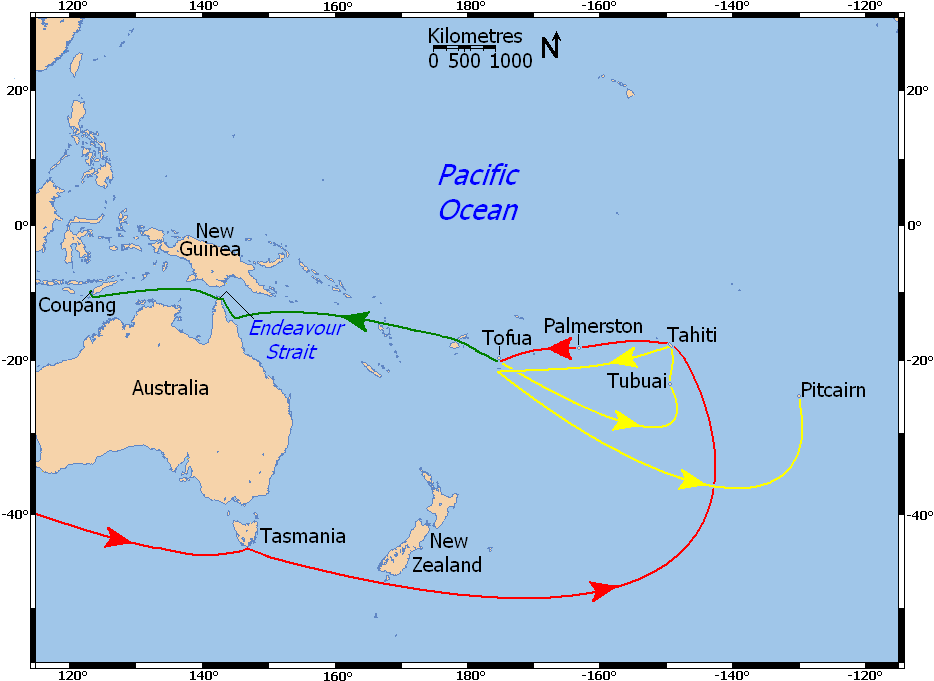
Mapa ukazująca drogę „Bounty” 1788–1790
Droga „Bounty” ku Tahiti i miejscu buntu 28 kwietnia
Droga Bligha w łodzi do Timoru 2 maja – 14 czerwca
Droga „Bounty” po 28 kwietnia 1789

Bligh miał nadzieję, że znajdzie wodę i żywność na Tofui, i że następnie uda się na wyspę Tongatapu, gdzie otrzyma pomoc i zaopatrzenie od króla Poulaho (którego poznał w czasie wyprawy Cooka) na dalszą drogę do holenderskich Indii Wschodnich. Po wylądowaniu na Tofui doszło do spotkań z krajowcami, którzy początkowo byli przyjaźni, ale z biegiem czasu stawali się coraz bardziej agresywni. 2 maja (cztery dni po lądowaniu) Bligh zrozumiał, że ataku nie da się uniknąć. Gdy Tofuańczycy chwycili linę z zamiarem wyciągnięcia łodzi na brzeg, kazał natychmiast wracać wysłanym po żywność i odpłynąć. Kwatermistrz John Norton, który próbował wyrwać krajowcom linę z rąk, upadł do wody i został natychmiast zatłuczony kamieniami.
Łódź uszła na pełne morze, gdzie roztrzęsiona załoga zaczęła rozważać możliwości. Odwiedziny Tongatapu, czy jakiejkolwiek innej wyspy, mogły spowodować podobnie groźne konsekwencje; największą szansę na ocalenie, przekonywał Bligh, da – żywiąc się zapasami, jakie mają na łodzi – dotarcie do holenderskiej osady Kupang na Timorze. Stała przed nimi droga za cieśninę Endeavour długości około 3500 Mm, podczas pokonywania której racje dzienne miały wynosić 30 g chleba i ćwierć kubka wody na głowę. Plan został przyjęty jednogłośnie.
Od początku pogoda była sztormowa; wielkie fale co rusz groziły wywróceniem łodzi. Gdy wreszcie pokazało się słońce, Bligh odnotował w swym dzienniku, że „dało nam to tyle radości co zimowy dzień w Anglii”. Bligh prowadził dziennik przez cały czas trwania podróży na zachód, zapisując obserwacje, szkicując i kreśląc mapy. Dla podtrzymania morale opowiadał o swych wcześniejszych podróżach morskich, zachęcał ludzi do śpiewania, a czasami modlił się głośno. Łódź była pierwszą europejską jednostką, jaka przepłynęła wśród wysp archipelagu Fidżi, ale nie ośmielili się zatrzymywać, bowiem znana była reputacja wyspiarzy jako kanibali. Pod datą 17 maja Bligh zapisał: „Nasza sytuacja marna; ciągle mokro i zimno... bez możliwości schronienia przed pogodą”.
Tydzień później niebo się przejaśniło i pokazały się ptaki, oznaka, że zbliżają się do lądu. 28 maja ujrzeli Wielką Rafę Koralową; Bligh znalazł kanał żeglowny i poprowadził łódź do spokojnej laguny. Po południu dopłynęli do małej wyspy, gdzie znaleźli ostrygi i tak ogromne ilości jagód, że mogli najeść się do syta. Przez następne cztery dni wiosłowali na północ wzdłuż krawędzi rafy widząc, że są nieustannie śledzeni z nieodległego lądu przez Aborygenów. Wśród załogi zaczęły się napięcia; po gwałtownej wymianie zdań z Purcellem Bligh chwycił kordelas i rzucił się na cieślę. Fryer powiedział Cole’owi by aresztował dowódcę, ale ustąpił, gdy Bligh również jemu zagroził śmiercią.
2 czerwca łódź minęła przylądek Jork, najdalej na północ wysunięty fragment kontynentu australijskiego. Teraz Bligh skierował łódź na południowy zachód i lawirował przez plątaninę płycizn, raf, ławic piasku i małych wysp. Nie była to cieśnina Endeavour, a węższe południowe przejście nazwane później Kanałem Księcia Walii. Tego dnia o godz. 20.00 wypłynęli na otwarte wody Morza Arafura, będąc jeszcze 1100 Mm od Kupangu. Kolejne osiem dni to najcięższy dla ludzi odcinek podróży; do 11 czerwca większość z nich była bliska śmierci. Następnego dnia ukazały się jednak wybrzeża Timoru; Bligh zanotował: „Nie potrafię opisać radości, jaką błogosławiony widok tego lądu wzbudził w nas”. 14 czerwca, z własnoręcznie zrobioną Union Jack na maszcie, wpłynęli do zatoki Kupang.
Bligh wysłał z Kupangu raport do władz o rebelii, a do żony napisał: „Wiedz tedy, moja droga Betsey, że straciłem Bounty...”. Botanik Nelson nie podołał klimatowi Timoru i wkrótce zmarł. 20 sierpnia grupa udała się do Batawii, gdzie miano oczekiwać na statek płynący do Europy; tam zmarł chorujący od tygodni kuk Thomas Hall. 16 października Bligh otrzymał zezwolenie na wyjazd dla siebie samego, sekretarza Samuela i służącego Johna Smitha, i odpłynął. Czterech uczestników podróży łodzią – podporucznik Elphinstone, kwatermistrz Peter Linkletter, rzeźnik Robert Lamb i asystent chirurga Thomas Ledward – zmarło w Batawii lub w czasie drogi do Anglii.

### „Bounty” w ręku Christiana
Po odbiciu od burty okrętu łodzi Bligha, Christian przemieszał (dla bezpieczeństwa) zwolenników obalonego dowódcy, których nazywał „lojalistami”, z pozostałymi członkami załogi, a następnie kazał wyrzucić za burtę sadzonki drzewa chlebowego. Musiał brać pod uwagę, że Bligh zdoła przeżyć i zamelduje o buncie, a nawet gdyby stało się inaczej, zniknięcie „Bounty” musiało spowodować wysłanie misji poszukiwawczej, której pierwszym celem będzie Tahiti. W związku z tym Christian najpierw poprowadził „Bounty” ku niewielkiej wyspie Tubuai, leżącej około 450 Mm na południe od Tahiti. Tubuai została odkryta i niezbyt dokładnie skartowana przez Cooka; z wyjątkiem jednego, wąskiego kanału, wyspa była szczelnie otoczona przez rafy i mogła być – jak sądził Christian – z łatwością obroniona przed atakiem z morza.

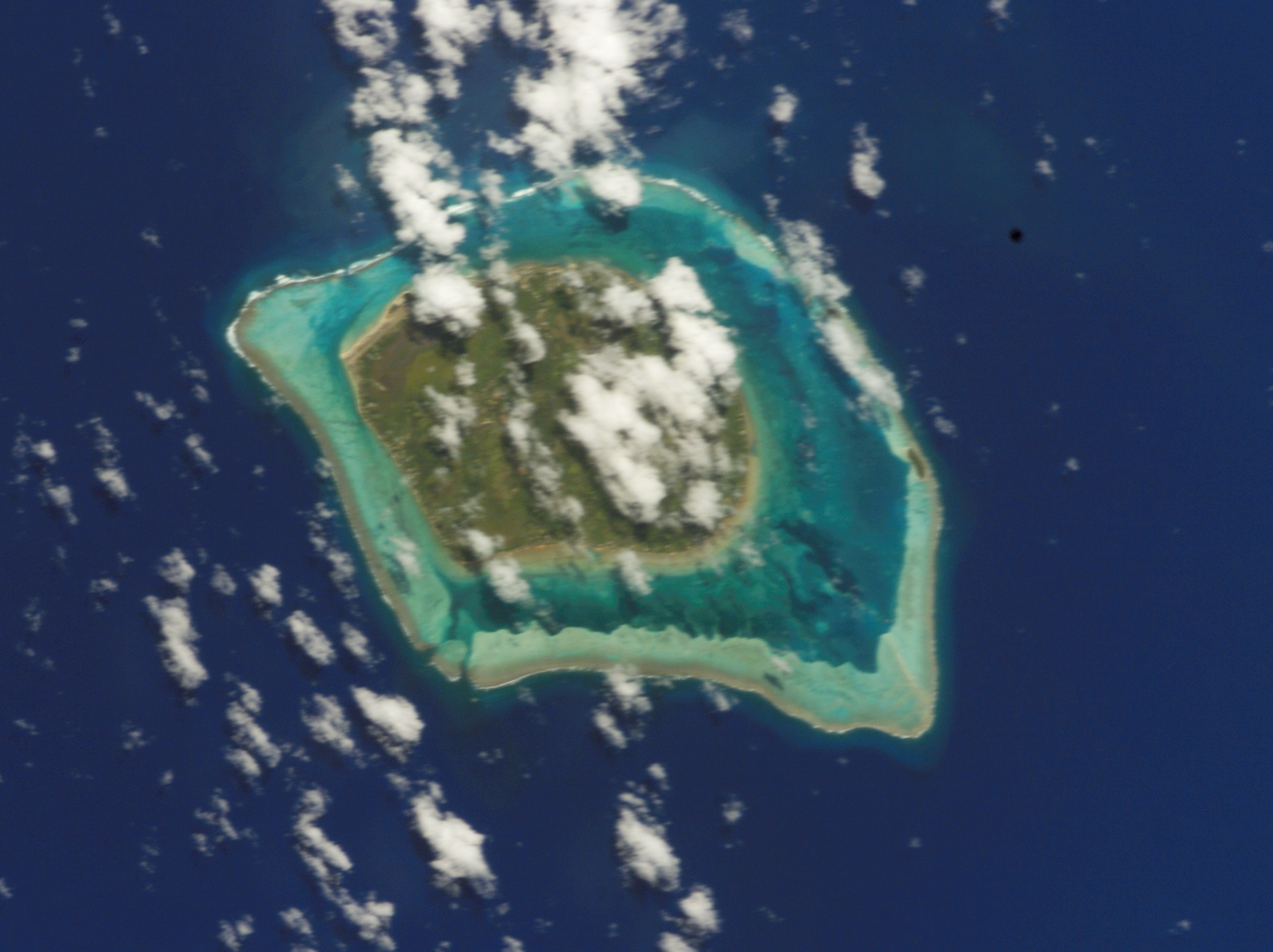
Tubuai jest niemal całkowicie otoczona przez rafę koralową

„Bounty” przybył na Tubuai 28 maja 1789 roku. Przywitanie ze strony krajowców nie było przyjazne; gdy flotylla wojennych canoe ruszyła w stronę okrętu Christian – by powstrzymać atak – użył 4-funtowego działa. Co najmniej tuzin wojowników poniosło śmierć, pozostali uciekli. Christian, niezniechęcony incydentem, ruszył na czele grupy zbrojnych, by przeszukać wyspę i uznał, że odpowiada ona zamysłom buntowników. Jednakże, by założyć stałą osadę, potrzebował tubylczej siły roboczej i kobiet. Najlepszym źródłem pozyskania takowych była Tahiti, gdzie „Bounty” wrócił 6 czerwca. Chcąc zapewnić sobie współpracę tahitańskich wodzów, Christian zmyślił na poczekaniu historyjkę, że on, Bligh i kapitan Cook są w trakcie zakładania osady na wyspie Aitutaki. Nazwisko Cooka zapewniło hojne podarki w postaci zwierząt rzeźnych i innych dóbr, i 16 czerwca „Bounty” pożeglował z powrotem na Tubuai. Na pokładzie znalazło się blisko trzydzieścioro Tahitańczyków, mężczyzn i kobiet; niektórzy wbrew własnej woli.
Przez następne dwa miesiące Christian i jego ludzie usilnie starali się utrzymać na Tubuai. Zaczęli budować sporych rozmiarów warowną konstrukcję – nazwaną „Fort George” na cześć króla – by mieć gdzie się bronić w razie ataku z lądu czy z morza. Christian próbował nawiązać przyjazne stosunki z wodzami wyspiarzy, ale nie został dobrze przyjęty. Dochodziło do starć z miejscową społecznością (przede wszystkim chodziło o kobiety), co w końcu doprowadziło do bójki, w której zginęło 66 wyspiarzy, a wielu zostało rannych. Wśród załogi rosło niezadowolenie i Christian poczuł, że traci autorytet. Zwołał więc zebranie, by przedyskutować plany na przyszłość i zaproponował głosowanie. Ośmiu najaktywniejszych buntowników zapewniło Christiana o swej lojalności, ale szesnastu zażyczyło sobie wrócić na Tahiti i tam spróbować szczęścia. Christian zgodził się z decyzją większości; po zostawieniu jej na Tahiti miał zamiar „uciec z wiatrem i wylądować na pierwszej wyspie jaką znajdzie. Po tym co zrobił, nie mógł zostać na Tahiti”.

### Buntownicy podzieleni
Gdy „Bounty” wrócił 22 września na Tahiti, przyjęcie było znacznie mniej wylewne niż uprzednio. Tahitańczycy dowiedzieli się od załogi brytyjskiego statku, który się tam zatrzymał, że historia o budowie osiedla przez Bligha i Cooka na Aitutaki została zmyślona, a Cook zmarł przed wielu laty. Christian, obawiając się, że niechęć krajowców może przemienić się w gniew, postanowił opuścić wyspę jak najszybciej. Z szesnastu ludzi, którzy głosowali za pozostaniem na Tahiti, na brzeg odesłał piętnastu; Joseph Coleman został zatrzymany na pokładzie, bowiem Christian potrzebował jego umiejętności zbrojmistrza. Ostatniego wieczoru Christian zaprosił na pokład grupę Tahitańczyków, przeważnie kobiet. Zabawa trwała już jakiś czas, gdy Christian kazał przeciąć linę kotwiczną „Bounty” i odpłynąć z gośćmi/zakładnikami na pokładzie. Coleman w ostatniej chwili wyskoczył za burtę i dotarł do brzegu. Wśród zakładników było sześć starszych kobiet, które Christian uznał za bezużyteczne; wysadził je na ląd na pobliskiej wyspie Moorea. Teraz załogę „Bounty stanowiło dziewięciu buntowników – Christian, Young, Quintal, Brown, Martin, John Williams, William McCoy, John Mills i John Adams (znany załodze jako „Alexander Smith”) – oraz dwadzieścioro Polinezyjczyków, w tym czternaście kobiet.
Szesnastu, którzy zostali na Tahiti, zaczęło organizować swoje życie na wyspie. Grupa, na czele której stali Morrison i Tom McIntosh, zaczęła budować szkuner, który nazwali Resolution na pamiątkę okrętu Cooka. Morrison nie był buntownikiem; miał zamiar pożeglować do Holenderskich Indii Wschodnich i zdać się tamtejszym władzom w nadziei, że taka akcja dowiedzie jego niewinności. Grupa Morrisona przestrzegała regulaminu okrętowego i dyscypliny, łącznie z odprawianiem mszy w każdą niedzielę. Z kolei Churchill i Matthew Thompson wiedli życie pijane i rozpustne, co zakończyło się śmiercią obydwu; Churchill został zamordowany przez Thompsona, którego z zemsty zabili tahitańscy przyjaciele Churchilla. Inni, jak Stewart i Heywood, żyli cicho i spokojnie; Heywood wiele czasu poświęcił na naukę języka tahitańskiego. Ubierał się jak tubylcy, a ciało – zgodnie z miejscowym zwyczajem – miał bogato tatuowane.

## Rewanż

### Fregata HMS „Pandora”

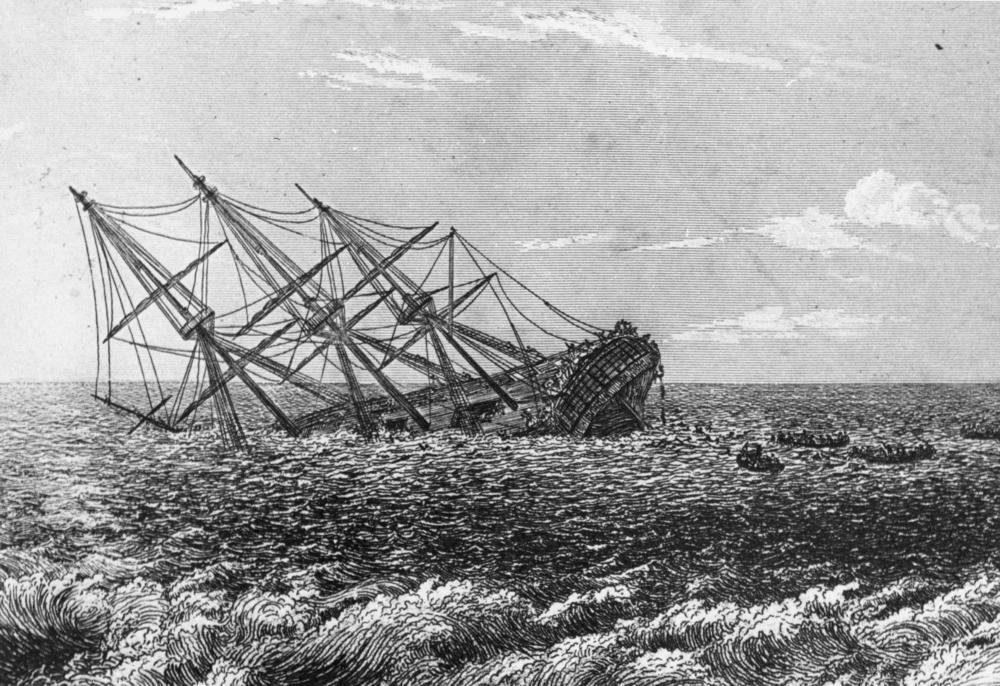
„Pandora” tonie. Rys. Robert Batty na podstawie szkicu Heywooda

Wieść o buncie wyprzedziła Bligha, który dotarł do Anglii 14 marca 1790 roku, był więc witany jak bohater. W październiku tego roku sąd wojskowy, zwołany w związku z „Bounty”, oczyścił go z zarzutu utraty okrętu, a wkrótce został awansowany na stopień komandora bez przydziału. W czasie procesu Bligh oskarżył Purcella o złe prowadzenie i niesubordynację; były cieśla otrzymał naganę.
W listopadzie 1790 roku Admiralicja wysłała na Pacyfik fregatę HMS „Pandora”, dowodzoną przez komandora Edwarda Edwardsa, z zadaniem schwytania buntowników i stawienia ich przed sądem w Anglii. „Pandora” zawinęła na Tahiti 23 marca 1791 roku i w ciągu kilku dni czternastu żyjących ludzi z załogi „Bounty” oddało się dobrowolnie lub zostało schwytanych. Edwards nie robił różnicy między buntownikami, a tymi, którzy zostali zatrzymani na „Bounty“ wbrew ich woli; wszyscy zostali osadzeni w specjalnie dla nich skonstruowanym pomieszczeniu na spardeku „Pandory”, przezywanym „puszką Pandory”. „Pandora” kotwiczyła u brzegów Tahiti przez pięć tygodni, w którym to czasie Edwards rozpaczliwie poszukiwał informacji o tym, co stało się z „Bounty”. Wreszcie 8 maja okręt ruszył szukać Christiana i „Bounty” wśród tysięcy wysp i wysepek południowego Pacyfiku. Nie licząc kilku fragmentów takielunku niewiadomego pochodzenia, odkrytych na wyspie Palmerston, żadnych śladów okrętu uciekinierów nie znaleziono. Edwards kontynuował poszukiwania do sierpnia, aż w końcu wziął kurs na zachód, w kierunku Holenderskich Indii Wschodnich.
29 sierpnia 1791 roku „Pandora” zderzyła się z fragmentem Wielkiej Rafy Koralowej i zaczęła tonąć. O więźniach „puszki Pandory” nikt nie myślał, bo załoga zajęta była próbą ratowania fregaty. Kiedy wreszcie Edwards dał rozkaz opuszczenia okrętu, zbrojmistrz „Pandory” zaczął ich rozkuwać, ale okręt zatonął nim skończył. Heywood i dziewięciu innych uratowało się, ale czterech członków załogi „Bounty” – Stewart, Henry Hillbrant, Richard Skinner i John Sumner – utonęło wraz z 31 ludźmi z „Pandory”. Rozbitkowie, w tym dziesiątka więźniów, znaleźli się w otwartej łodzi okrętowej, w której powtórzyli mniej więcej epopeję Bligha sprzed dwóch lat. Więźniowie, aż do dotarcia do Kupangu – co nastąpiło 17 września – mieli spętane ręce i nogi.
Tam byli więzieni przez kilka tygodni, najpierw w miejscowym lochu, a potem pod pokładem holenderskiego statku, aż wreszcie zostali przetransportowani do Cape Town. 5 kwietnia 1792 roku załadowano ich na brytyjski okręt HMS „Gorgon”, a do Portsmouth dotarli 19 czerwca. Tam przeniesiono ich na okręt strażniczy HMS „Hector”, gdzie mieli oczekiwać procesu. Więźniami byli trzej zatrzymani na „Bounty” lojaliści – Coleman, McIntosh i Norman – którym Bligh obiecał swoje wstawiennictwo, niewidomy skrzypek Michael Byrne (lub Byrn), Heywood, Morrison i czterech buntowników: Thomas Burkett, John Millward, Thomas Ellison i William Muspratt. Bligh, który został dowódcą HMS „Providence” z misją powtórnego dostarczenia sadzonek chlebowca z Tahiti do Indii Zachodnich, opuścił Anglię w sierpniu 1791 roku i nie mógł być obecny podczas procesu.

### Proces, werdykt i wyroki

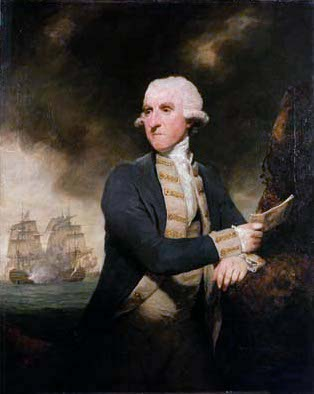
Admirał Samuel Hood, przewodniczący składu sędziowskiego

Posiedzenie sądu wojskowego rozpoczęło się 12 września 1792 roku na pokładzie HMS „Duke” zakotwiczonego w porcie w Portsmouth. Przewodniczył dowódca tamtejszej bazy Royal Navy, admirał Hood. Heywoodowi rodzina zapewniła pomoc kompetentnych prawników; jeśli chodzi o pozostałych tylko Muspratt zatrudnił adwokata. Uczestnicy podróży łodzią z Blighem oskarżali przed sądem byłych kolegów – zeznania Thomasa Haywarda i Johna Halletta były szczególnie obciążające dla Heywooda i Morrisona, którzy dowodzili, że nie mieli buntowniczych zamiarów, a w ręce załogi „Pandory” oddali się dobrowolnie. Sąd nie zakwestionował oświadczeń Colemana, McIntosha, Normana i Byrne’a; wszyscy czterej zostali uniewinnieni. 18 września pozostałych sześciu oskarżonych zostało uznanych winnymi buntu i skazanych na śmierć przez powieszenie, przy czym sąd zalecił ułaskawienie Heywooda i Morrisona „w świetle różnych okoliczności”.
26 października Heywood i Morrison zostali ułaskawieni przez króla Jerzego i zwolnieni. Adwokat Muspratta, który oprotestował decyzję sądu o niedopuszczeniu Normana i Byrne’a do złożenia przychylnych dla jego klienta zeznań, zyskał dlań odroczenie egzekucji. 28 października, gdy Muspratt czekał na wynik odwołania, Burkett, Ellison i Millward zawiśli w Portsmouth na rejach HMS „Brunswick”. Według pewnych relacji trójka skazańców do ostatniej chwili protestowała przeciw wyrokowi, podczas gdy inne mówią o ich „godnej postawie, która wszystkim zapadła w pamięć”. W prasie pojawiły się głosy, że „za pieniądze kupiono życie jednych, podczas gdy inni stali się ofiarami swego ubóstwa”. Pogłoski, że Heywood był spadkobiercą wielkiej fortuny, nie znalazły potwierdzenia; niemniej Dening twierdzi, że „o różnicy [w traktowaniu oskarżonych] decydowało pochodzenie, stosunki lub poparcie”. W grudniu Muspratt dowiedział się, że wyrok zawieszono bez podania daty, a 11 lutego 1793 roku został ułaskawiony i zwolniony.

### Dalsze losy
Większość zeznań składanych przed sądem wyrażała krytykę wobec zachowań Bligha – gdy w sierpniu 1793 roku wrócił na pokładzie „Providence” do Anglii, po pomyślnym dostarczeniu sadzonek chlebowca do Indii Zachodnich, opinia publiczna zwróciła się przeciw niemu. Gdy zjawił się w Admiralicji, by zaprezentować raport z podróży, został ostro potraktowany i odesłany na ląd na dziewiętnaście miesięcy, zanim otrzymał następny przydział. Pod koniec 1794 roku prawnik Edward Christian, brat Fletchera, opublikował Dodatek do procesu przed sądem wojskowym, w którym, zdaniem prasy, „usprawiedliwiał zachowanie Christiana i buntowników, a potępiał kapitana Bligha”. Pozycję Bligha dodatkowo podważyło zdanie lojalnego artylerzysty Peckovera, który powiedział, że wszystko co zawierał Dodatek było prawdą.
Bligh dowodził HMS „Director” w bitwie pod Kamperduin (październik 1797) i HMS „Glatton” w bitwie pod Kopenhagą (kwiecień 1801) . W roku 1805, gdy dowodził HMS „Warrior”, postawiono go przed sądem wojskowym i ukarano naganą za obelżywe wypowiedzi pod adresem podległych mu oficerów. Rok później został mianowany gubernatorem australijskiej Nowej Południowej Walii, ale w 1808 roku grupa oficerów armii brytyjskiej aresztowała go i zdjęła z urzędu w czasie tak zwanej „rebelii rumowej”. Po powrocie do Anglii Bligh otrzymał awans na kontradmirała (1811) i wiceadmirała (1814), ale nigdy więcej nie dostał przydziału do służby morskiej. Zmarł w grudniu 1817 roku, w wieku 63 lat .
Ułaskawieni Heywood i Morrison wrócili do służby na morzu. Heywood, korzystając z protekcji lorda Hooda, otrzymał w roku 1803 i w wieku 31 lat stopień komandora. Mając za sobą znakomitą służbę zmarł w roku 1831. Morrison został zbrojmistrzem i zginął w roku 1807, gdy jego HMS „Blenheim” zatonął na Oceanie Indyjskim. Muspratt pracował prawdopodobnie jako steward do śmierci, która nastąpiła w lub przed rokiem 1798. O losach pozostałych uczestników przewodu sądowego – Fryera, Peckovera, Colemana, McIntosha i innych – nic więcej nie wiadomo.

## Pitcairn

### Dzieje osady

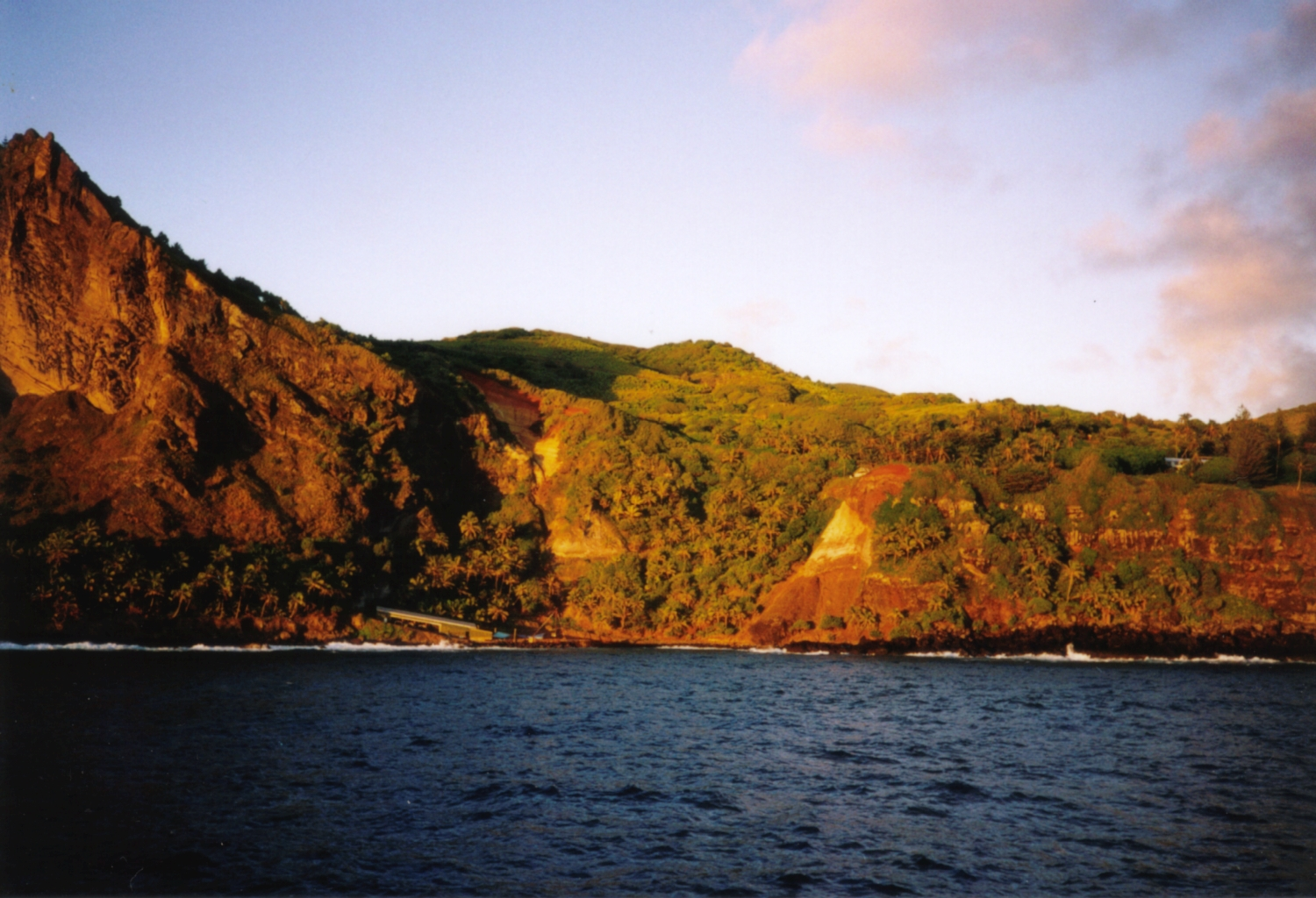
Bounty Bay, gdzie spalono 23 stycznia 1790 roku HMS „Bounty”

Po opuszczeniu Tahiti 22 września 1789 roku, Christian skierował „Bounty” na ocean szukając bezpiecznego schronienia. Na pomysł, by osiedlić się na wyspie Pitcairn, leżącej daleko na wschód od Tahiti, wpadł gdy zrozumiał, że wyspa została wprawdzie odkryta w 1767 roku, ale jej pozycja jest nadal nieznana. Po miesiącach poszukiwań Christian odkrył ją na nowo 15 stycznia 1790 roku 188 Mm na wschód od naniesionej na mapach pozycji . Błąd w obliczeniach przekonał buntowników, że należy osiedlić się właśnie tam.

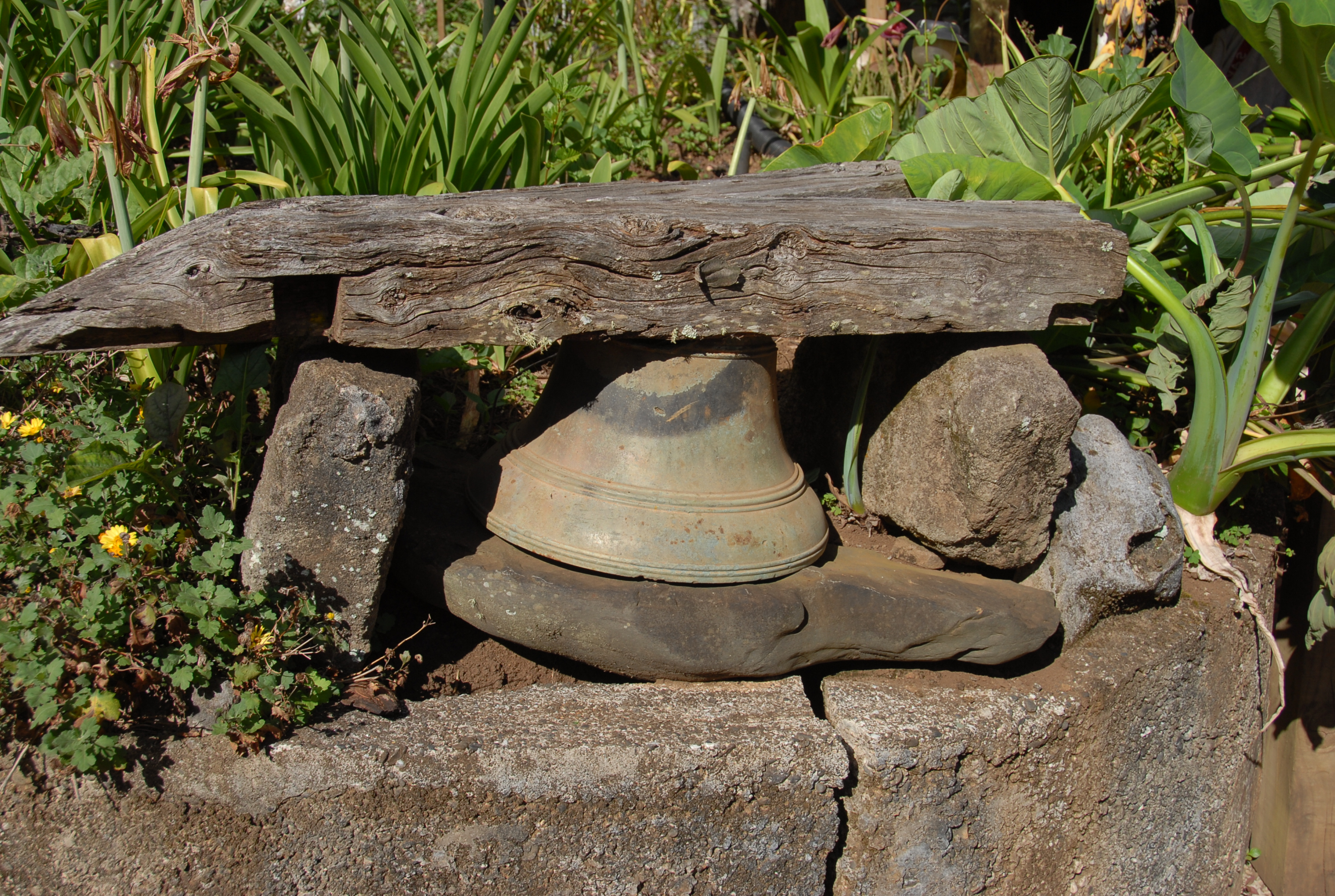
Dzwon pokładowy z HMS Bounty w Adamstown

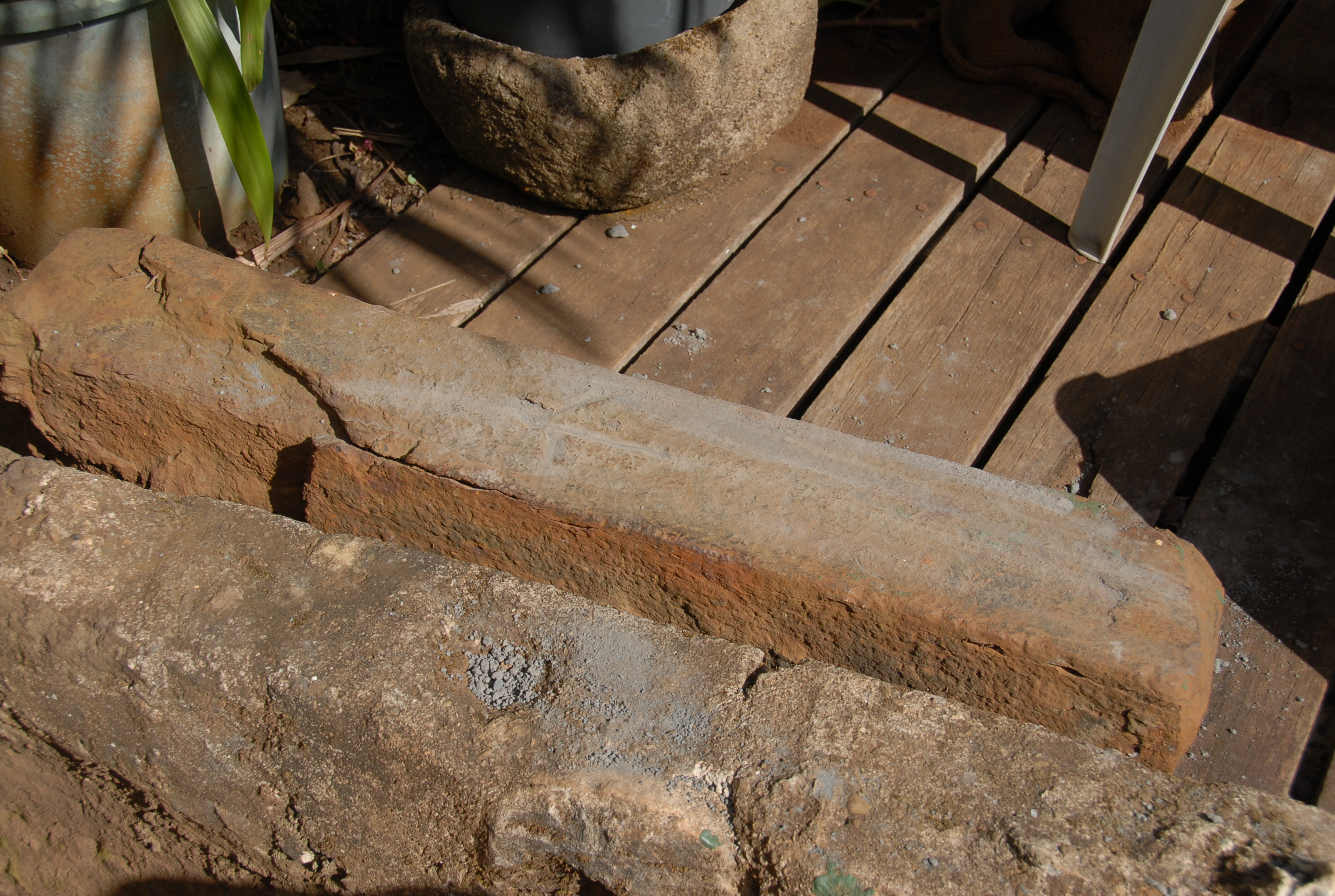
Balast z HMS Bounty w Adamstown

Po przybyciu na miejsce okręt został rozładowany i pozbawiony większości omasztowania i olinowania, które mogły przydać się na wyspie, po czym, 23 stycznia, kadłub spalono. Zrobiono tak, by zapobiec odkryciu miejsca pobytu uciekinierów, jak również ewentualnym próbom wykorzystania okrętu przez przeciwników osadnictwa i ich ucieczki. Wyspa okazała się prawdziwym rajem – bezludna, niemal niedostępna (strome brzegi z jednym tylko lądowiskiem), pełna życiodajnych roślin, wody i żyznej ziemi . Przez jakiś czas buntownicy i Polinezyjczycy żyli w spokoju. Christian i Isabella założyli rodzinę; urodził im się syn, któremu dali imię Thursday October; na świat przychodziły też inne dzieci. Pozycja Christiana, jako przywódcy, z wolna malała, a on z biegiem czasu coraz częściej pogrążał się we własnych myślach.
Wśród osadników coraz częściej dochodziło do spięć; biali traktowali Polinezyjczyków jak swoją własność, szczególnie kobiety, które – zdaniem Caroline Alexander – „przechodziły z rąk do rąk”. We wrześniu 1793 roku doszło do najgorszego; pięciu buntowników – Christian, Williams, Martin, Mills i Brown – zostało zamordowanych, jeden po drugim, przez Tahitańczyków. Christian zginął pracując podobno na swym poletku, najpierw postrzelony, a następnie zarąbany siekierami; jego ostatnimi słowami były rzekomo „moja droga!”. Walki trwały do czasu, gdy w 1794 roku zginęło sześciu Tahitiańczyków, zabitych przez wdowy po zamordowanych buntownikach.
Young i Adams, dwaj z czterech jeszcze żyjących buntowników, przejęli władzę i zaprowadzili względny porządek, który zakłócali pijackimi awanturami McCoy i Quintal, destylujący alkohol z rosnących na wyspie roślin . Grupa kobiet próbowała opuścić wyspę własnoręcznie skleconą łodzią, ale nie zdołały pokonać fali przyboju. Życie nie było łatwe do roku 1798, kiedy McCoy popełnił samobójstwo. Rok później Quintal zaczął grozić zabójstwami i okaleczeniami, Adams i Young zabili go i wreszcie na Pitcairn zapanował pokój.

### Odkrycie

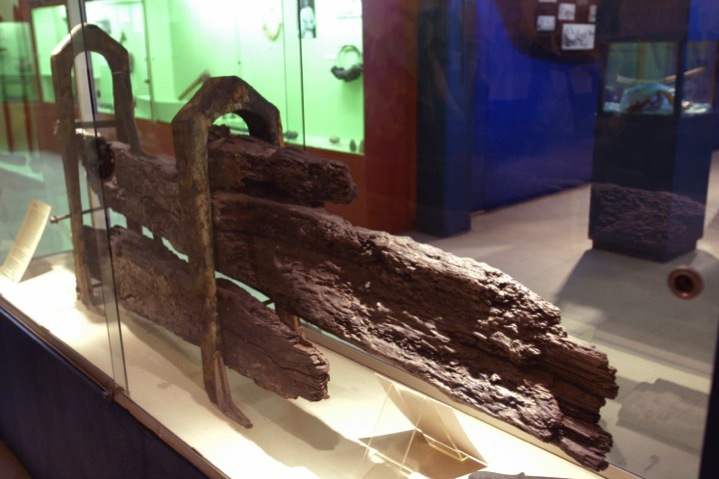
Fragment steru „Bounty” przechowywany w muzeum na Fidżi

W roku 1800, po śmierci Younga, którego zmogła astma, Adams wziął na siebie odpowiedzialność za pozostałych dziewięć kobiet i dziewiętnaścioro dzieci. Mając do dyspozycji Biblię, którą zabrano z „Bounty”, uczył podopiecznych czytania, pisania i chrześcijaństwa. W lutym 1808 roku u brzegów Pitcairn pojawił się niespodziewanie statek amerykańskich łowców fok o nazwie „Topaz”. Załoga wylądowała i znalazła dobrze już rozwiniętą osadę. Wieść o odkryciu „Topaza” dotarła do Wielkiej Brytanii w 1810 roku, lecz została zlekceważona przez Admiralicję, zajętą wojną z napoleońską Francją. Dopiero w 1814 roku dwa brytyjskie okręty, HMS „Briton” i HMS „Tagus”, dotarły do Pitcairn. Witali je Thursday October Christian i syn Edwarda Younga, George. Dowódcy okrętów, Thomas Staines i Philip Pipon, pisali w swym raporcie, że syn Christiana miał „szczere angielskie oblicze”. Na wyspie zastali osadę zamieszkałą przez 46 w większości młodych wyspiarzy pod przywództwem Adamsa, od którego – to było dla nich jasne – zależał byt tej małej społeczności.
Po zapoznaniu się z raportem kapitanów Admiralicja postanowiła nie podejmować żadnych kroków przeciw Adamsowi. Pitcairn stała się celem odwiedzin licznych statków, których załogi słuchały opowieści starego buntownika o powstaniu osady. Adams zmarł w 1829 roku, sławiony jako założyciel i ojciec społeczności, którą przez następne stulecie uważano za przykład wiktoriańskiej moralności . Z drugiej jednak strony na początku XXI w. na jaw wyszły zwyczaje seksualne społeczności Pitcairnu, jak również Norfolku, gdzie część potomków buntowników z Bounty przeniosła się w połowie XIX w., których mieszkańcy bronią jako zgodnych z tradycją polinezyjską, ale z punktu widzenia prawa brytyjskiego są uznawane za pedofilię. Według niektórych komentatorów burzliwe początki tej społeczności również miały wpływ na stosunek do seksualności. Odkrycie to doprowadziło do głośnego procesu karnego w 2004 roku.
Wydobyte z dna zatoki szczątki okrętu wyspiarze sprzedawali przybyszom jako pamiątki; w roku 1999 grupa australijskich naukowców powołała do życia „Projekt Pitcairn”, którego celem było badanie i dokumentowanie materialnych pozostałości w ramach studiów nad rozwojem wyspiarskiej społeczności . Wrak „Bounty” odkrył amerykański pisarz i współpracownik National Geographic Luis Marden, który w roku 1952 odwiedził Fidżi i w tamtejszym muzeum zobaczył wiosło z wyrytym napisem HMS Bounty. Dowiedziawszy się o tym, że eksponat pochodzi z wyspy Pitcairn, udał się tam i rzeczywiście znalazł szczątki spalonego okrętu. Marden odnalazł też wrak fregaty „Pandora”.

## Odniesienia w kulturze
Wizerunek Bligha jako apodyktycznego tyrana został nakreślony w roku 1794 we wspomnianym Dodatku Edwarda Christiana. Nie licząc dziennika Bligha, pierwsza pisemna opowieść o buncie wyszła spod pióra Johna Barrowa w 1831 roku. Barrow był przyjacielem rodziny Heywooda; jego książka umniejszała rolę Heywooda, a uwypuklała okrucieństwo Bligha. Rozdmuchiwała też pogłoskę, że Christian nie zmarł na Pitcairn, lecz wrócił jakimś sposobem do Anglii i został rozpoznany przez Heywooda na Fore Street w Plymouth; miało się to wydarzyć w roku 1808 lub 1809. Zapis z roku 1870, który sporządziła przybrana córka Heywooda, Diana Belcher, jeszcze bardziej wybielał Heywooda i Christiana, czym – zdaniem Caroline Alexander – „cementował wiele nieprawd, które wprowadzały ich wersję do opowieści”.

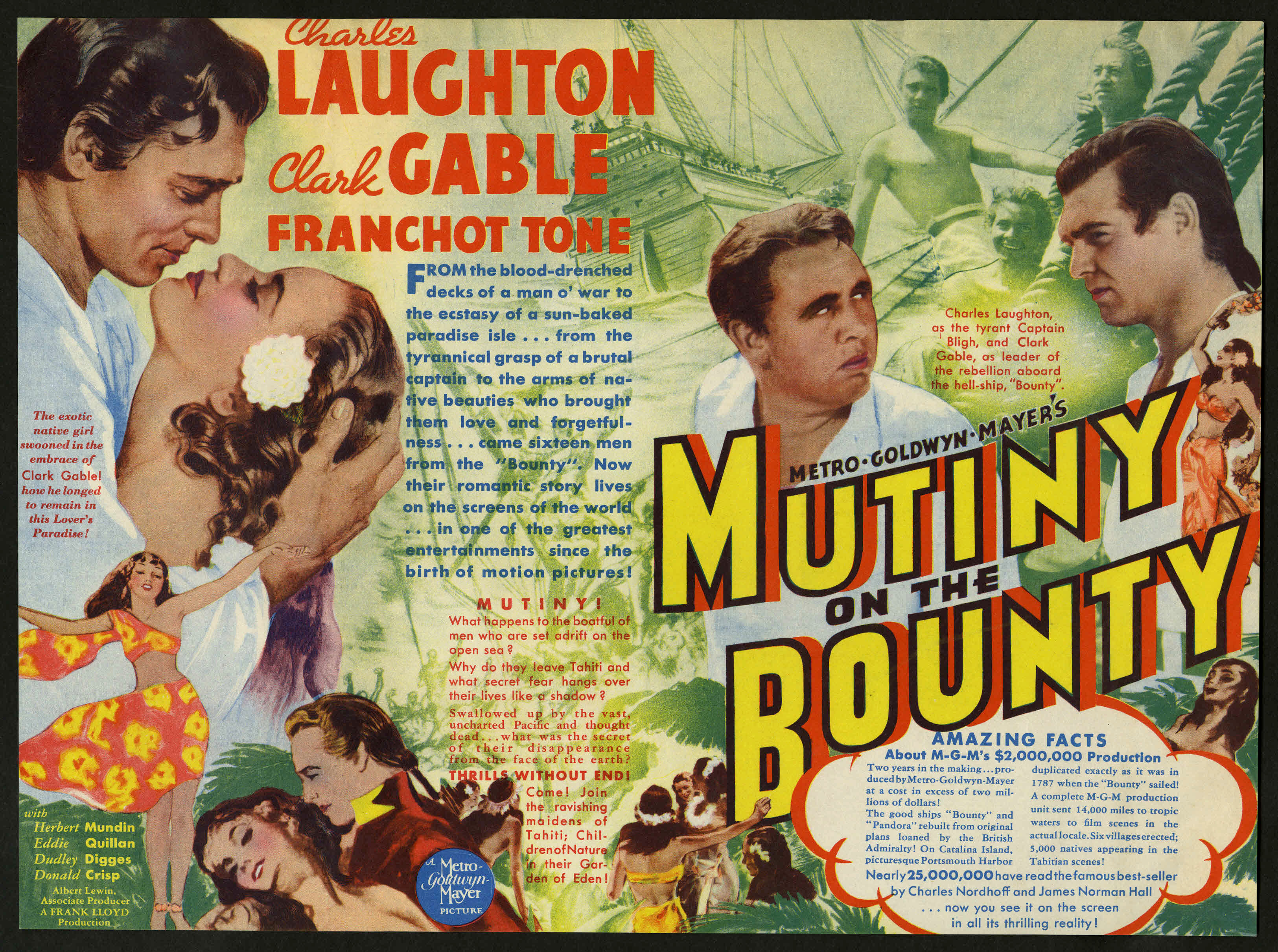
Plakat filmu Bunt na Bounty (1935). Christiana zagrał Clark Gable

Czołowym apologetą Bligha był sir Joseph Banks. Bunt opisał też George Byron w jednym ze swoich ostatnich poematów The Island or Christian and his comrades (1823) (przetłumaczony na język polski przez Adama Pajgerta jako Wyspa czyli Christian i jego towarzysze). W poemacie tym przywódca buntu określany był jako „zuchwały morderca”, a kapitan jako „śmiały Blaj”, zaś Christiana wychwalali William Wordsworth i Samuel Coleridge.
O buncie napisano wiele artykułów i książek, m.in. poczytną była powieść Juliusza Verne’a Buntownicy z Bounty. Przedstawieniem tej historii w języku polskim jest książka Lucjana Wolanowskiego Buntownicy mórz południowych. Reporter na tropie buntu na okręcie Jego Królewskiej Mości „Bounty” (1980).
W XX wieku powstało na ten temat pięć filmów. Pierwszy z nich, niemy, australijski film Mutiny of the Bounty z 1916 roku zaginął. Drugi, również australijski, powstał w roku 1933 i nosił tytuł In the Wake of the Bounty; w rolę Christiana wcielił się debiutujący Errol Flynn. Film ten przyćmiła ekranizacja MGM z 1935 roku, Bunt na Bounty, oparta na popularnej powieści Charlesa Nordhoffa i Jamesa Laughtona pod tym samym tytułem; wystąpili w tym filmie Charles Laughton i Clark Gable jako Bligh i Christian. Film, jak pisze Dening, to „klasyczny konflikt tyranii i dobra”, a kreacja Laughtona utrwaliła w oczach widzów pojęcie, że Bligh to „synonim sadystycznej tyranii” .
Dwie kolejne wielkie ekranizacje, Bunt na Bounty (1962) z Trevorem Howardem i Marlonem Brando (dla tego filmu zbudowano w roku 1960 replikę okrętu; zatonął w roku 2012 u wybrzeży Karoliny Północnej pod uderzeniem huraganu „Sandy”) oraz Bounty (1984) z Anthonym Hopkinsem i Melem Gibsonem, również powielały obraz złego Bligha i Christiana jako tragicznego bohatera. W ostatnim dodatkowo wplątany został wątek homoseksualny w stosunkach Bligh–Christian.
Historykami, próbującymi przedstawić bardziej sympatyczny wizerunek Bligha, są Richard Hough i Caroline Alexander. Hough nazywa go „niezrównanym dowódcą na złą pogodę... Mógłbym przejść z nim przez piekło i sztorm, ale nie zostałbym ani jednego dnia na tym samym statku [co on], gdy morze spokojne”. Alexander przedstawia Bligha jako człowieka niespokojnego, troszczącego się o dobro załogi i bezwzględnego w dążeniu do wypełniania obowiązków. Blighowi nie sprzyjały też czasy, w których przyszło mu żyć; historia buntu dotarła do świadomości publicznej gdy na scenę literatury wkraczali pierwsi poeci romantyczni. „Poezja przegnała wówczas prawdę” – pisał na łamach Baltimore Sun recenzent książki Alexander – „i od tamtego czasu utrzymuje się na zwycięskiej pozycji” .